# Joachim Murat
Pour les articles homonymes, voir Joachim Murat (homonymie), Joachim et Murat.
Joachim Murat [ ʒoaʃɛ̃ myʁa][réf. nécessaire], né le 25 mars 1767 à Labastide-Fortunière (renommée Labastide-Murat, dans le Quercy, dans l'actuel département du Lot) et mort fusillé le 13 octobre 1815 au château de Pizzo (royaume de Naples), est un militaire français, haut dignitaire du Premier Empire. Fait maréchal d'Empire et prince français par Napoléon Ier, il est également grand amiral de l'Empire, grand-duc de Clèves et de Berg, puis roi de Naples à partir de 1808 sous le nom de Joachim-Napoléon Ier.
Il est le beau-frère de Napoléon Ier par son mariage avec Caroline Bonaparte, sœur de l'Empereur.

## Sous l'Ancien Régime

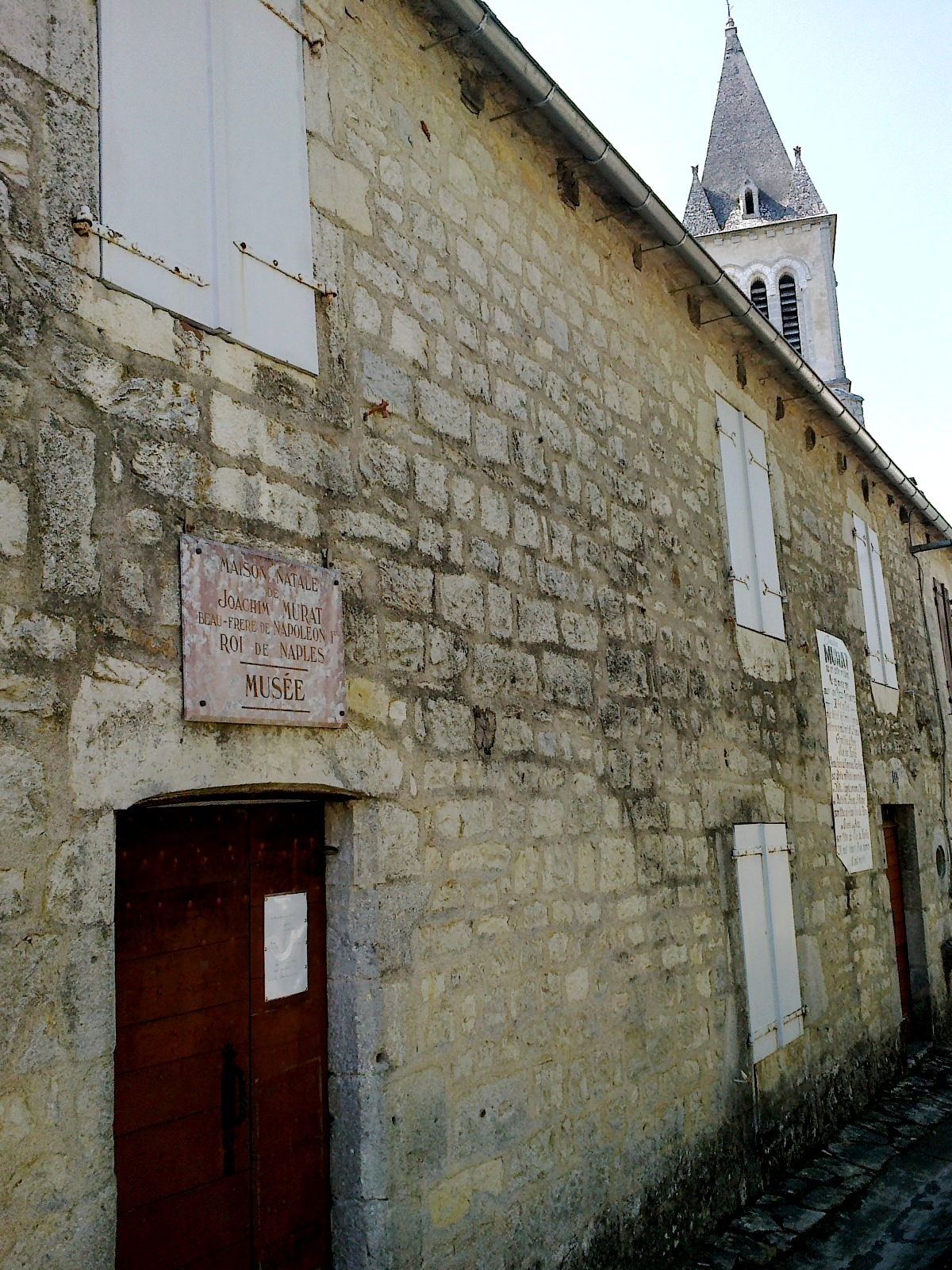
Maison natale de Joachim Murat à Labastide-Fortunière devenue à la suite d'un décret impérial sous Napoléon III "Labastide-Murat".

Joachim est le dernier des onze enfants de l'aubergiste et maître de poste, Pierre Murat-Jordy (1721-1799) et de sa femme Jeanne Loubières (1722-1806). Ils géraient des biens communaux et, comme fabriciens ou marguilliers laïcs, les bénéfices ecclésiastiques du prieuré-cure de la Bastide-Fortunière (à partir de 1763) et du prieuré d'Anglars en Quercy (à partir de 1770). L'aubergiste Murat, que les relations de patronage attachaient à l'importante famille de Talleyrand, fut par ailleurs leur homme d'affaires et leur intendant dans le diocèse du Haut-Quercy, occupant ainsi simultanément des fonctions d'agent communal, d'administrateur paroissial et d'intendant domanial.
D'abord destiné à l'état ecclésiastique, le jeune Joachim est éduqué parmi les séminaristes de Cahors, puis chez les lazaristes de Toulouse. Il s'y prépare au noviciat sacerdotal. Ses camarades de La Bastide l'appellent « l'abbé Murat ». Il aime les plaisirs, il accumule des dettes et se bagarre parfois avec ses condisciples. Craignant le courroux paternel, il s'enrôle le 23 février 1787 dans les chasseurs des Ardennes, puis dans la 12e unité de cavalerie qui recrute des hommes audacieux.
De ses études, il conserve une excellente culture générale, la capacité de bien écrire et de s'exprimer et un goût artistique.
Instruit et indiscipliné, il se distingue rapidement. Il est renvoyé pour insubordination en 1789, alors qu'il est en garnison à Sélestat (Bas-Rhin) et retourne dans sa région natale, chez son père. Il s'installe comme commis épicier à Saint-Céré où il grille le café, sert les ménagères, porte les commandes au domicile des clients.

## Carrière sous la Révolution

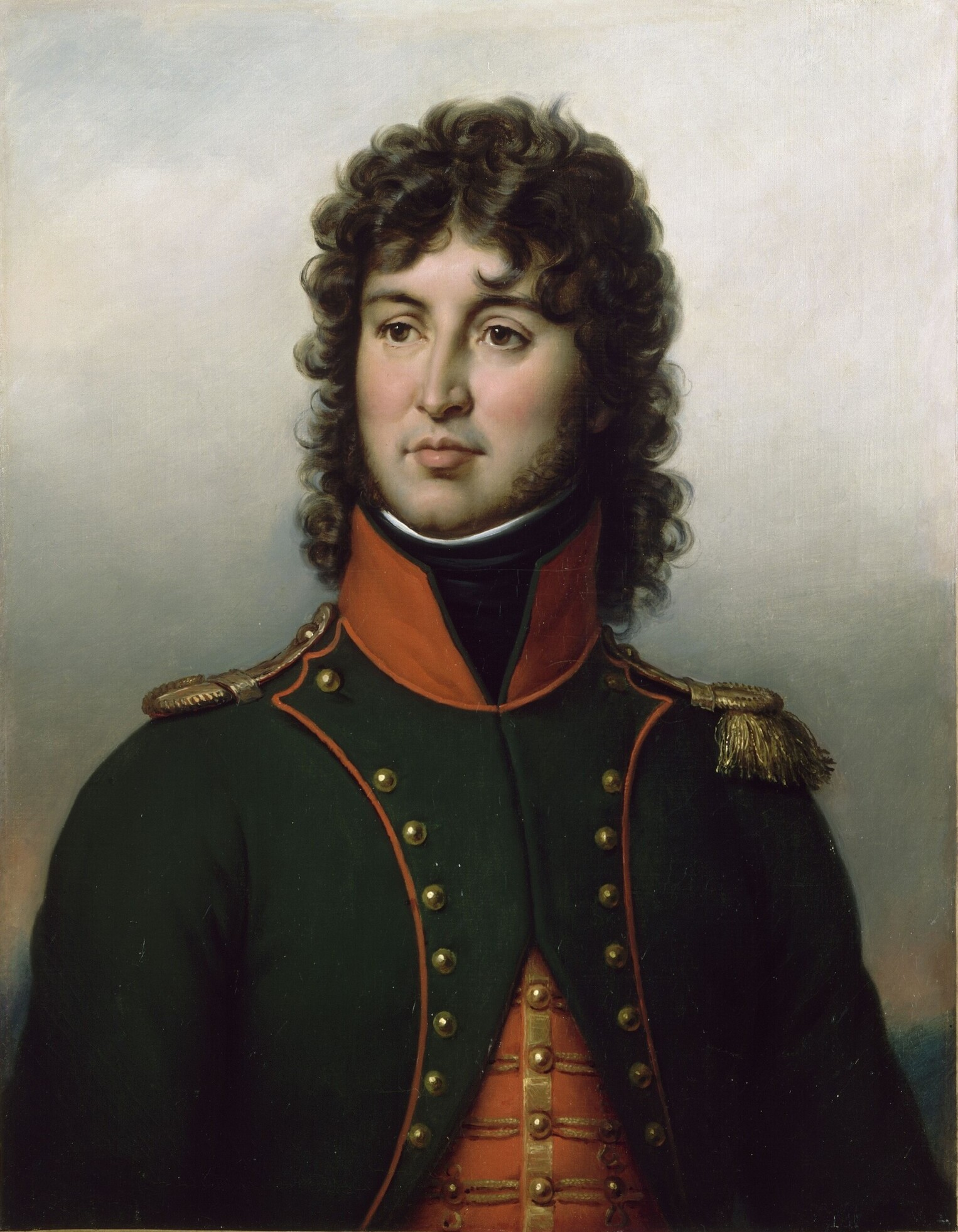
Joachim Murat, lieutenant au en 1792, Jean-Baptiste Paulin Guérin, 1835.

Murat profite de son retour dans le Quercy pour assister et participer aux réunions des clubs locaux. Il est ainsi élu dans son canton de Montfaucon pour représenter le département du Lot à la Fête de la Fédération le 14 juillet 1790 à Paris. Il réintègre l'armée en janvier 1791 (de nouveau à Sélestat, où il se fait remarquer), puis est nommé dans la garde constitutionnelle du Roi une année plus tard, tout comme Bessières. Fervent partisan des idées nouvelles, et notamment de Marat (dont il prend quelque temps le nom), il démissionne au bout de quelques jours, estimant que la Garde n'est qu'un repaire de royalistes. Le rapport qu'il transmet à son département est utilisé comme preuve pour justifier le licenciement de la garde.
Il retourne donc dans son 12e régiment de chasseurs et, ambitieux et talentueux, il devient chef d'escadron du 21e chasseurs à l'été 1793. Comme Bonaparte, il est inquiété après la chute de Robespierre et se distingue lors de la répression de l'insurrection royaliste du 13 vendémiaire. Le nouveau général de l'armée d'Italie en fait son aide de camp.
Il met en valeur ses talents de cavalier à Dego et à Mondovi et est fait général de brigade le 10 mai 1796. Il est blessé durant le siège de Mantoue. Au combat de Roveredo (4 septembre 1796), il est chargé par Bonaparte de poursuivre l'ennemi qui, en fuyant, cherche à se rallier. À la tête d'un escadron de chasseurs du 10e régiment dont chaque cavalier emmène un fantassin en croupe, il passe l'Adige à gué. Cette attaque inattendue sème la confusion dans les rangs ennemis. À la bataille de Bassano, livrée le 8 du même mois, il commande un corps de cavalerie dont les charges brillantes contre les carrés de l'infanterie austro-sarde contribuent puissamment au succès de la journée. Le 16 mars 1797, il exécute à la tête de la cavalerie le passage du Tagliamento, victoire française qui déconcerte les plans de l'archiduc Charles et qui force l'Autriche à signer les préliminaires d'un traité de paix.
En Italie, Murat, qui a une solide réputation de coureur de jupons, fait la connaissance de Caroline Bonaparte, la sœur de Napoléon, qui s'entiche de lui. Bonaparte, peu réjoui par cette inclination, la renvoie en France.

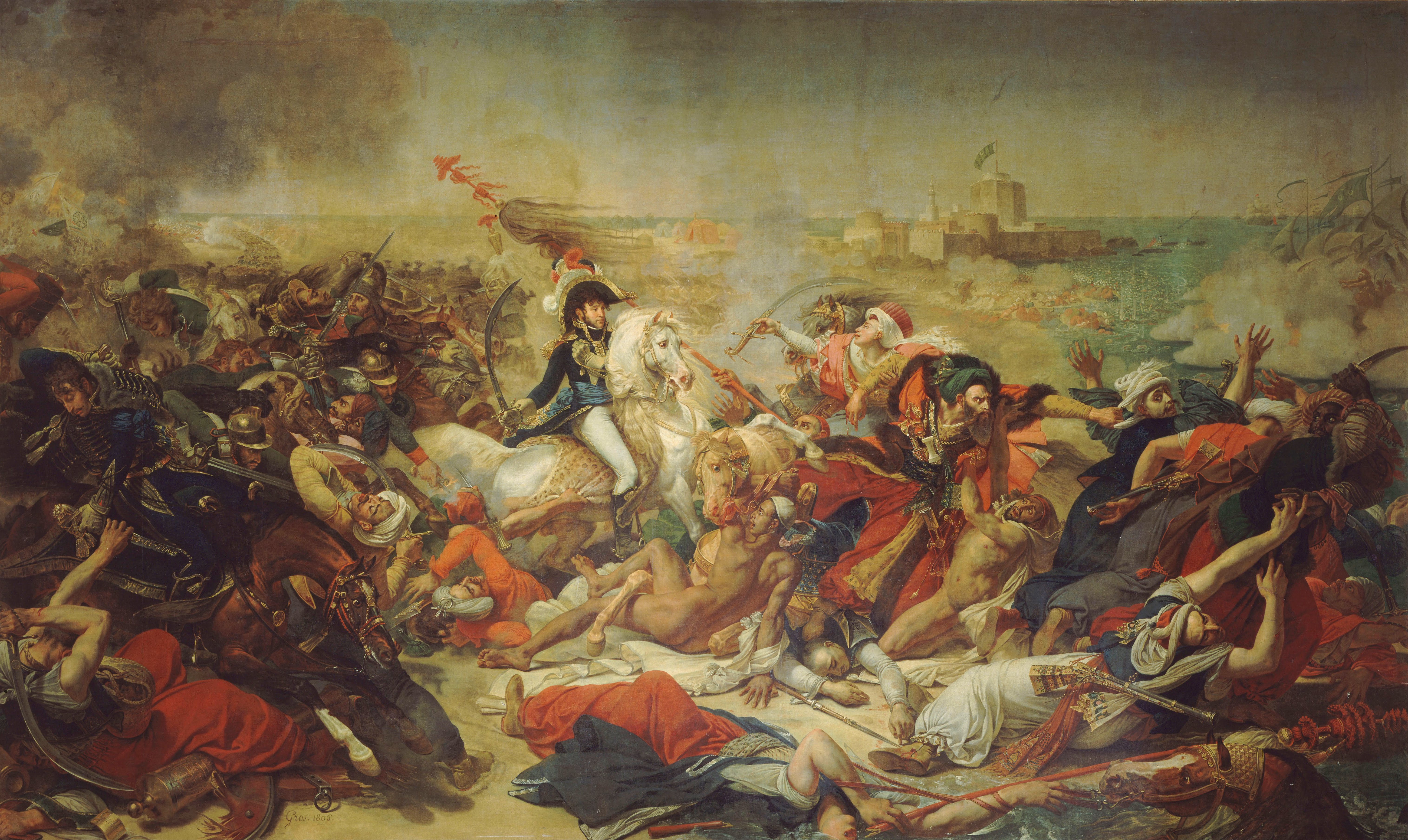
Le général Murat à la bataille d'Aboukir. Tableau d'Antoine-Jean Gros (1806).

En Égypte, Murat déploie la plus grande valeur à la prise d'Alexandrie et à la bataille des Pyramides. Il est chargé de lutter contre les pillards dans la nouvelle organisation que donne Bonaparte à sa conquête. Quand celui-ci fait le siège de Saint-Jean-d'Acre, l'infériorité de l'artillerie française décide le général en chef à tenter l'assaut. Murat se présente pour charger le premier, ce que Bonaparte lui refuse d'abord. Murat est si pressant qu'il accepte l'attaque qui se solde par un échec. Il joue un rôle crucial à la seconde bataille d'Aboukir où sa cavalerie emporte la décision conjointement avec l'infanterie de Lannes. Il capture le chef d'armée adverse après avoir essuyé un coup de feu dans la gorge, qui aurait dû lui être fatal s'il n'avait pas crié en écartant suffisamment les mâchoires. Pour ce fait d'armes, il est nommé général de division le 25 juillet 1799. Cette bataille est la dernière livrée par Bonaparte en Égypte. Rappelé en France par les événements graves qui s'y passent, et cherchant à fuir l'Egypte où la campagne se déroule mal, il ramène d'Égypte seulement sept personnes au nombre desquelles se trouve Murat, abandonnant l'armée à son sort.

## Le Consulat

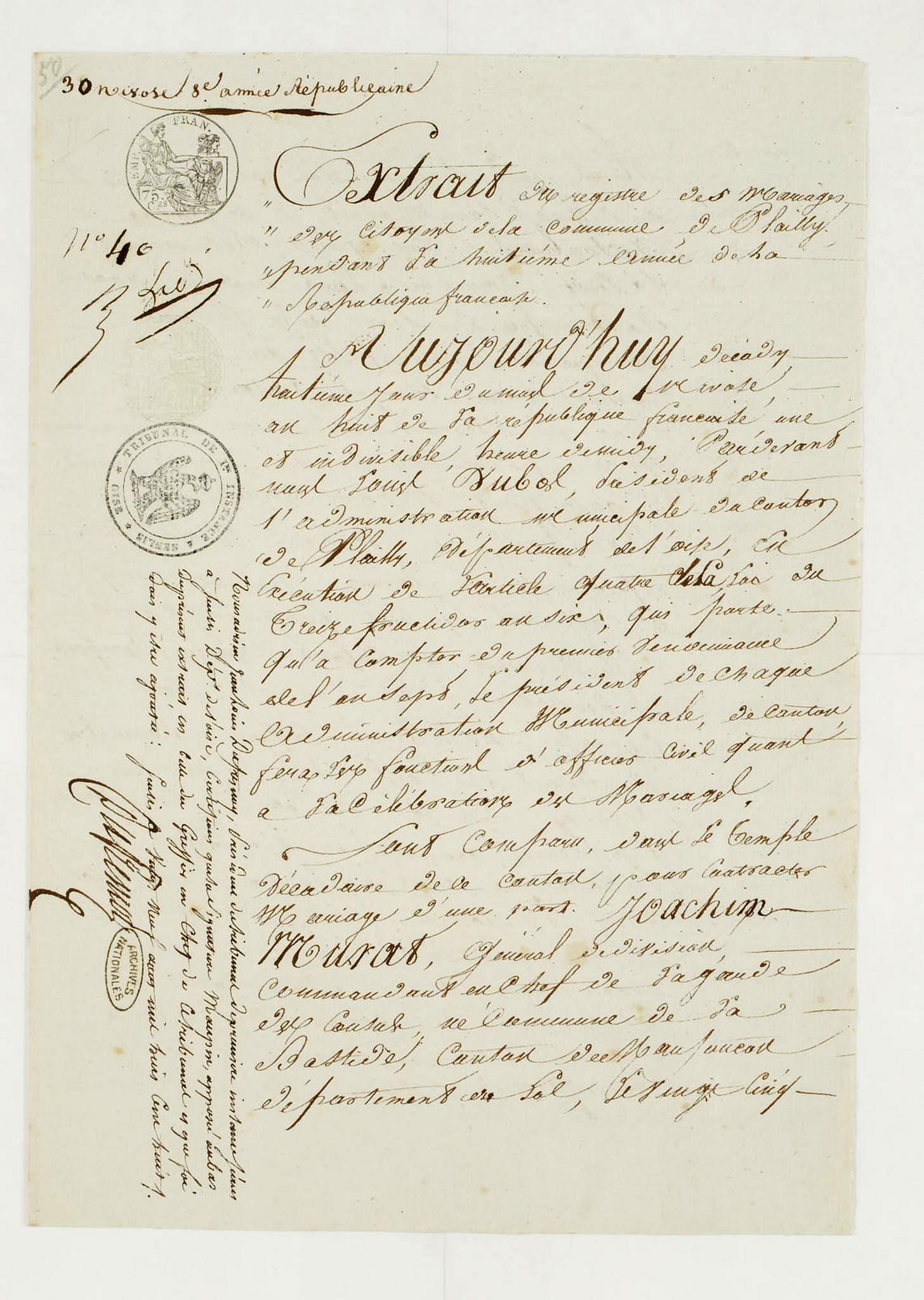
Acte de mariage de Joachim Murat et de Marie Annonciade Bonaparte, 8 nivôse. Don de Napoléon III.

Il participe activement au coup d'État du 18 Brumaire. C'est lui qui entre à la tête de 60 grenadiers dans la salle du Conseil des Cinq-Cents et prononce la dissolution du Conseil. Commandant de la garde consulaire après cette journée, le 18 janvier 1800, il épouse civilement à Mortefontaine la sœur de Napoléon, Caroline Bonaparte. Il déménage aux Tuileries et fait donc partie du proche entourage du nouveau maître de la France.
Murat commande la cavalerie de l'armée de réserve dirigée par Bonaparte. À la bataille de Marengo, le 14 juin 1800 il a, selon Louis-Alexandre Berthier, « ses habits criblés de balles ». Après la campagne, il reçoit un sabre d'honneur et commande un camp stationné à Beauvais, destiné à défendre la Batavie et la Belgique en cas de débarquement anglais. Il commande ensuite le corps d'observation du Midi. Il participe à ce titre à la poursuite des combats en Italie à l'hiver 1800-1801. Murat signe ainsi l'armistice entre la France et le royaume de Naples et ordonne à ses troupes de ne pas violenter le peuple napolitain, ordre dont les Napolitains se souviendront. Le 27 juillet 1801, il est nommé général en chef des troupes stationnées en République cisalpine. Le 4 janvier 1802, il épouse religieusement à Paris sa femme.
Il rentre en France en août 1803 et est nommé à la place de Junot, en disgrâce, commandant de la première division militaire de Paris, et gouverneur de Paris, avec sous ses ordres environ 60 000 hommes. Responsable de la sécurité du gouvernement, il est en relation constante avec Bonaparte. Chargé, par sa fonction, de nommer la commission militaire qui doit juger le duc d'Enghien (condamné par avance), il s'y oppose.

## L'Empire

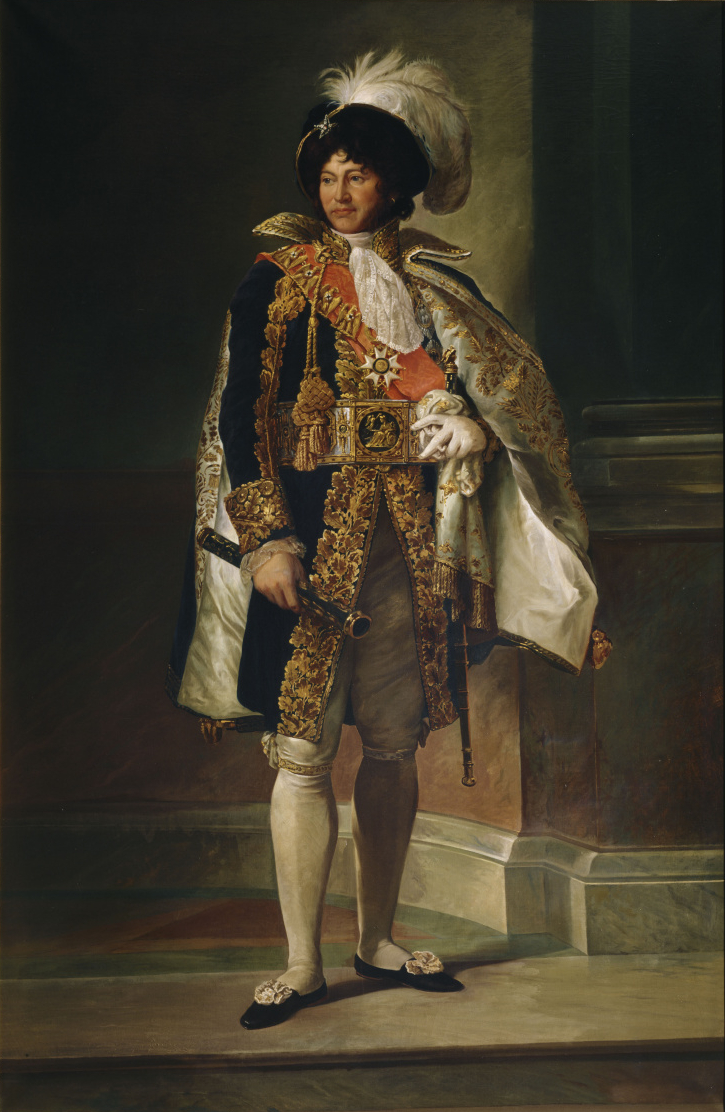
Joachim Murat en grande tenue de maréchal d'Empire, par François Gérard, 1804.

La conspiration Cadoudal-Pichegru et l'exécution du duc d'Enghien précipitent la transformation du régime consulaire en un régime monarchique. Le 18 mai 1804, un sénatus-consulte confie le « gouvernement de la République à un Empereur » en la personne de Napoléon Ier. Murat est couvert d'honneurs : il est fait maréchal d'Empire le lendemain. Le 1er février 1805, il est élevé à la dignité de grand amiral de l'Empire et le 2, grand aigle (grand croix) de la Légion d'honneur. Le 4 février, il est reçu au Sénat conservateur pour prêter serment en tant que sénateur, conséquence de son élévation à la dignité impériale de grand amiral de l'Empire. En mars, il s'installe au palais de l'Élysée. Membre de la famille impériale, il porte le titre de Prince.
Murat commande une nouvelle fois la cavalerie et l'avant-garde de la Grande Armée à l'automne 1805. Il porte les premiers coups à l'Autriche et obtient les premiers succès. Après s'être emparé des débouchés de la Forêt-Noire, il enfonce et disperse une forte division autrichienne, lui prend son artillerie, ses drapeaux et fait 4 000 prisonniers. Quelques jours plus tard, il force le général Werneck à capituler. Lorsque les Russes arrivent sur le théâtre des opérations, Murat attaque aussitôt une de leurs divisions, à qui il enlève cinq pièces de canon et 500 hommes. Poursuivant l'ennemi, il l'attaque de nouveau sur les hauteurs d'Amstetten et lui fait éprouver une nouvelle perte de 1 800 hommes.

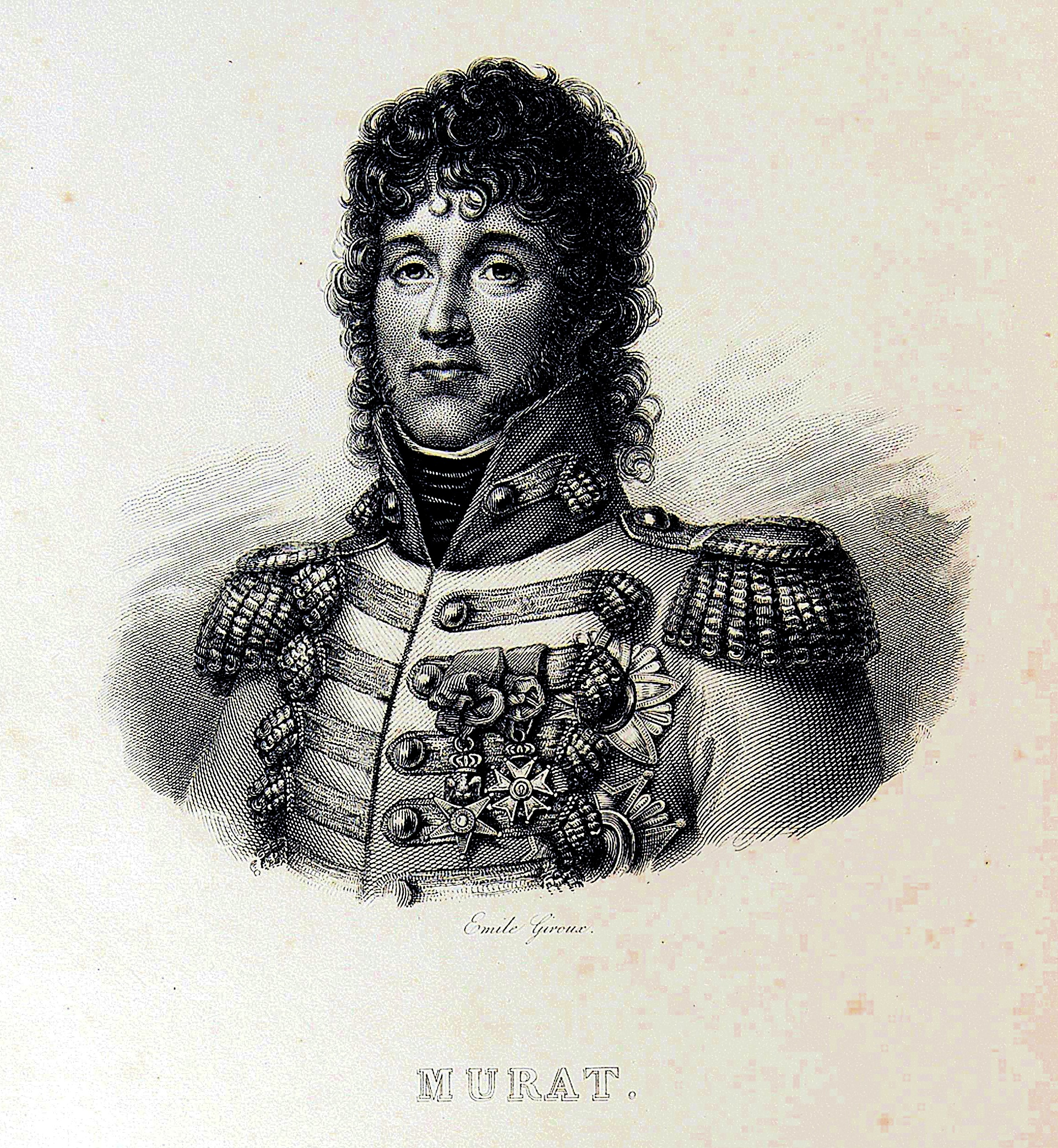
Émile Giroux - Murat. l’illustration de l’Histoire de Napoléon de Jacques Marquet de Montbreton de Norvins, 1839.

Entrant dans Vienne à la tête de sa cavalerie, il manque de surprendre l'empereur d'Autriche dans l'abbaye de Melk. Il poursuit l'ennemi hors de Vienne, sabre l'arrière-garde à Hollabrunn. Il accorde alors un armistice que Napoléon blâme vivement. Les Autrichiens ont piégé les ponts sur le Danube alors que ceux-ci sont indispensables à la progression française. Murat, accompagné du maréchal Lannes, réussit à les persuader qu'un armistice a été signé. Les Autrichiens se retirent, laissant les Français maîtres des ponts. Pour réparer sa faute, il prend aux Russes, à Guntersdorf, 1 800 hommes et 12 pièces de canon. Il se couvre de gloire à la bataille d'Austerlitz où il commande l'aile gauche de l'armée française. Le traité de Presbourg, signé le 27 décembre 1805, réorganise l'Allemagne et Joachim Murat devient grand-duc de Berg et de Clèves. Il part s'installer à Düsseldorf, capitale de son État.
La guerre entre la Prusse et la France éclate à l'automne 1806. La campagne de Prusse arrache Murat à ses tâches de gouvernement. Il retrouve son commandement à la tête de la cavalerie. Toujours à l'avant-garde, il traverse la Saale, détruit deux régiments qui lui disputent le passage, se bat à la bataille d'Iéna, y capture l'essentiel de l'armée ennemie, force encore l'importante place d'Erfurth à capituler, harcèle les débris de l'armée prussienne et fait toute une brigade prisonnière dans le faubourg de Prenzlow. La capitulation de l'ennemi lui livre 64 pièces d'artillerie, 45 drapeaux, 6 régiments de cavalerie, 1 600 hommes d'infanterie et le prince de Hohenlohe qui les commande. Attaqué dans Lübeck, Blücher se rend à Murat avec les troupes et le matériel qu'il avait cru sauver par un subterfuge. Pendant ce temps, l'une des divisions de Murat, commandée par le général Lasalle a fait capituler la garnison qui défend Stettin, l'une des plus fortes places de la Prusse. Cette campagne s'achève sur ses mots : « Sire, le combat cesse faute de combattants ».

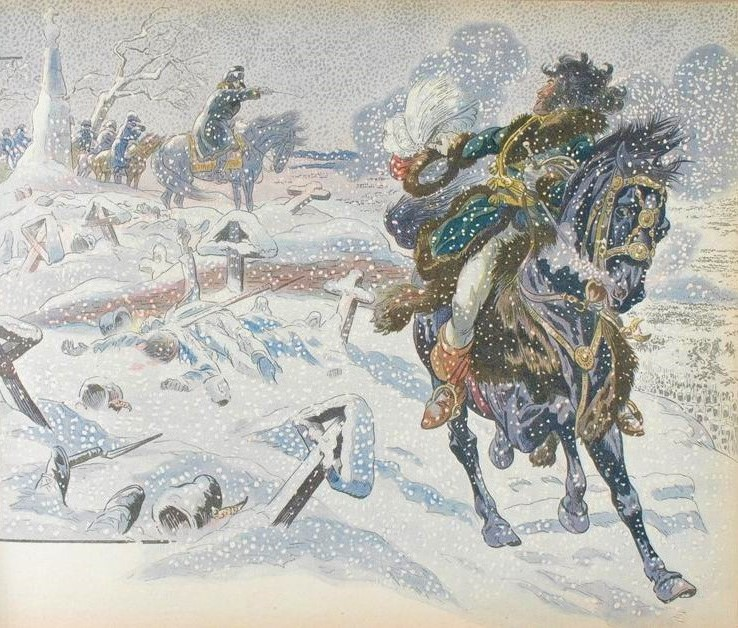
Napoléon donnant l'ordre à Murat de charger avec la cavalerie française à la bataille d'Eylau. Illustration de Job.

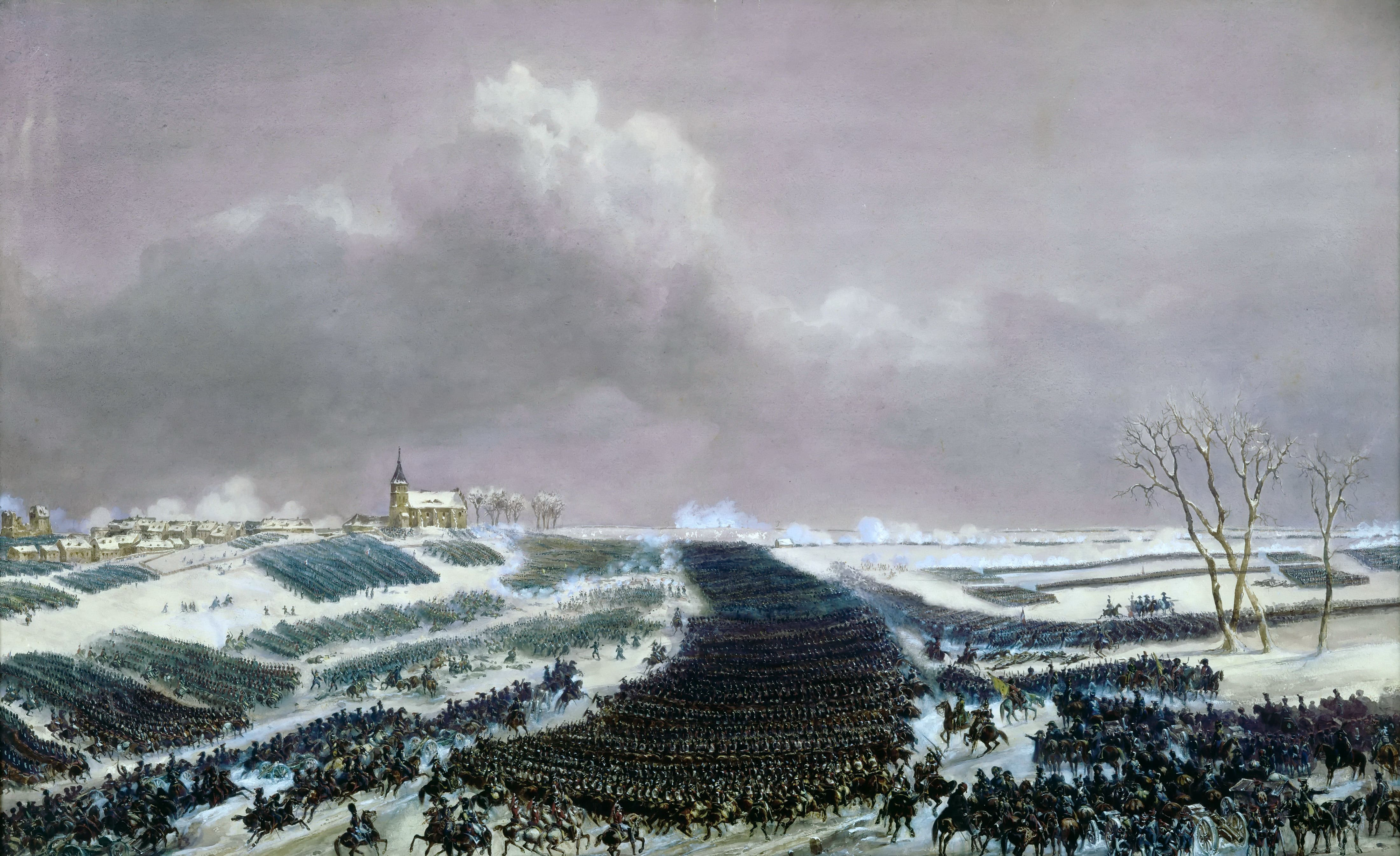
La charge de cavalerie menée par Murat lors de la bataille d'Eylau, le 8 février 1807. Peinture à l'huile de Jean-Antoine-Siméon Fort, conservée au Château de Versailles.

La guerre se poursuit contre les Russes qui accourent au secours des Prussiens aux abois. Murat les attaque, les chasse de Varsovie où il fait une entrée triomphale le 28 novembre 1806. À la bataille d'Eylau, en 1807, c'est encore Murat qui force l'ennemi à la retraite, après avoir enfoncé son infanterie : une grande partie de l'artillerie russe tombe au pouvoir du grand-duc de Berg. Il conduit l'une des plus grandes charges de cavalerie de l'histoire européenne en menant de 10 à 12 000 cavaliers contre le centre russe pour empêcher celui-ci de couper l'armée française en deux. Il séjourne peu de temps à Düsseldorf après la paix de Tilsit qui agrandit substantiellement son duché, laissant la gestion à son ministre des Finances, Jean-Michel Agar, comte de Mosbourg.
Au début de l'année 1808, il est nommé lieutenant-général de l'Empereur et reçoit le commandement des 50 000 hommes qui composent l'armée d'Espagne. Murat doit occuper Madrid et attendre les ordres de Napoléon. Il se rend vite compte que la présence des Français est mal vécue par la population espagnole. Celle-ci se révolte en mars et le roi Charles IV abdique en faveur de son fils Ferdinand. À Bayonne, Napoléon force le père à revenir sur son abdication lors de l'abdication de Bayonne : Charles IV abdique en faveur de Napoléon qui, au grand désespoir de Murat, confie le trône à son frère Joseph, roi de Naples. Indignée, la population de Madrid se soulève le 2 mai (Dos de mayo). L'insurrection est violemment réprimée par Murat le lendemain. C'est le début de la guerre d'indépendance espagnole. Murat doit choisir entre la couronne du Portugal et celle de Naples.

## Joachim-NapoléonIer, roi de Naples

### L'arrivée à Naples

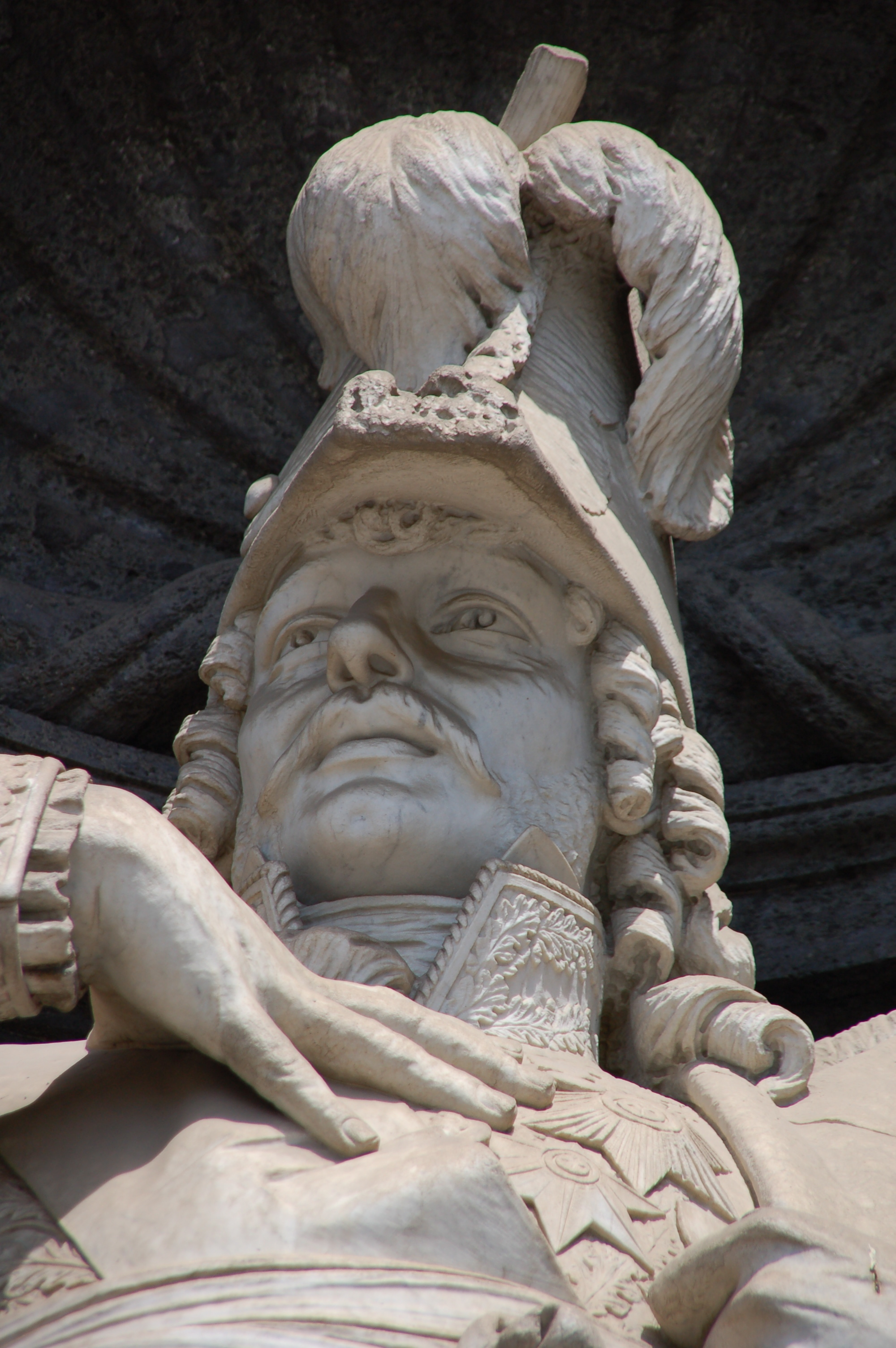
Statue de Joachim Murat sur la façade du Palais royal de Naples.

Le 1er août 1808, Joachim Murat devient roi de Naples sous le nom de Joachim-Napoléon Ier,,,. Il doit abandonner le grand-duché de Berg, toutes ses propriétés françaises ainsi que leur luxueux mobilier et sa solde de maréchal, dont il conserve le bâton, et n'accueille donc pas la nouvelle avec le plus grand enthousiasme. Il se ravise vite devant l'accueil chaleureux que lui réservent les Napolitains. Ils aiment ce cavalier déjà légendaire, son goût du panache et du flamboyant. Ils se souviennent aussi probablement avec reconnaissance de sa proclamation de 1801.
À son arrivée, Murat trouve un cadre institutionnel assez proche de ceux des royaumes d'Italie et d'Espagne. La constitution prévue par Joseph Bonaparte a permis la création d'un Conseil d'État et d'un Parlement composé de cinq chambres : clergé, noblesse, propriétaires, savants, commerçants, que ni Joseph, ni Murat ne convoqueront. Pour le gouvernement, Murat privilégie les Italiens aux Français, ce qui accroît sa popularité.

### Les réformes

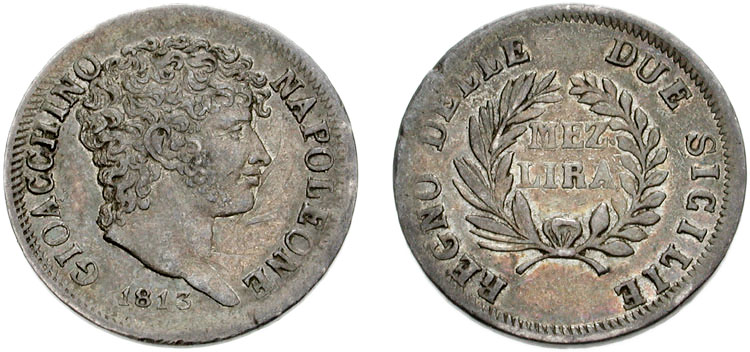
Pièce du royaume de Naples à l'effigie de Murat.

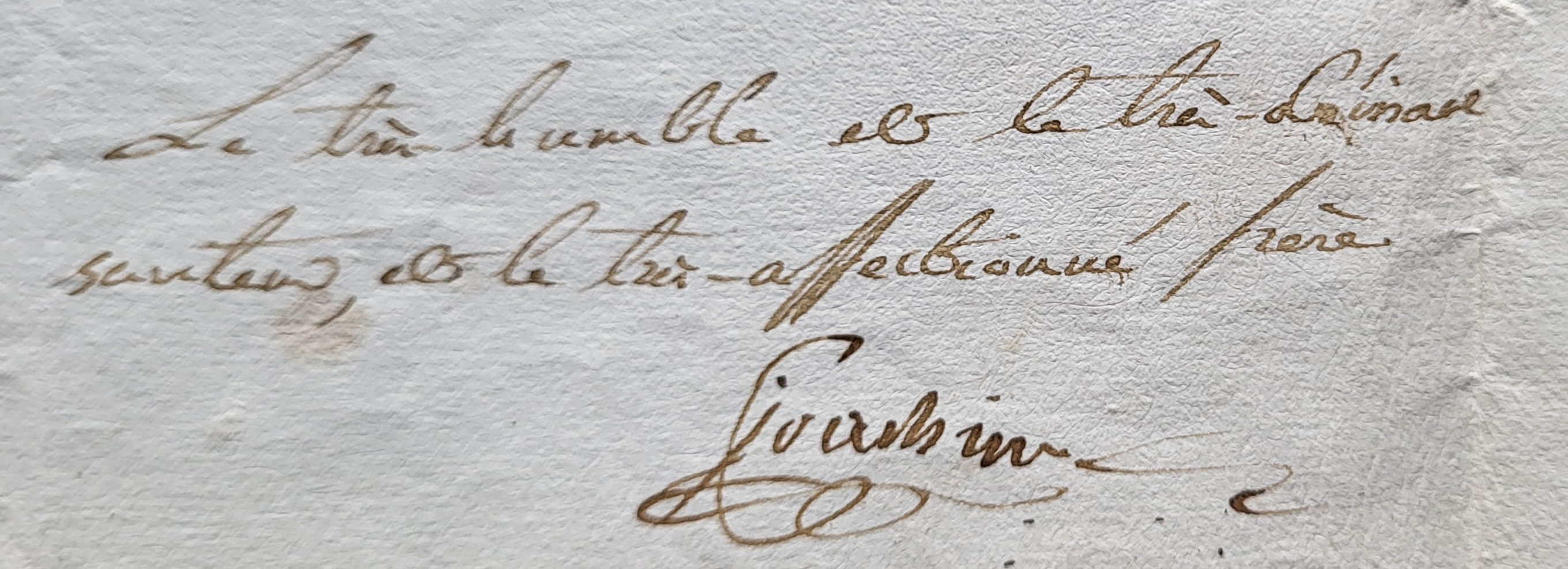
Signature de Joachim Murat sur un courrier adressé à son frère Napoléon

Immédiatement, il s'attache à poursuivre les réformes entamées par son beau-frère Joseph, à commencer par l'achèvement de l'abolition de la féodalité. Le code Napoléon est très légèrement adapté, les idées essentielles étant adoptées. La marine et l'armée sont réorganisées. Il règle également la menace du brigandage calabrais en faisant pacifier la région par le général Manhès. À cause du déficit budgétaire, qui malgré son amélioration, n'est pas résorbé sous le règne de Murat, la plupart de ses réformes n'a qu'une portée limitée.

### La reconquête du royaume
Lorsque les troupes françaises ont envahi le royaume de Naples pour chasser Ferdinand IV et sa femme Marie-Caroline, la sœur de Marie-Antoinette, ces derniers se sont réfugiés en Sicile, protégés par une flotte britannique, dont un détachement s'était emparé de l'île de Capri. L'île, ancien repaire de l'empereur Tibère, est une véritable forteresse défendue par le général britannique Hudson Lowe, le futur gouverneur de Sainte-Hélène, et ses 2 000 hommes. La prise de Capri a, pour Murat, deux objectifs. Tout d'abord, il s'agit de libérer une partie de son territoire et d'assurer ainsi la sécurité du commerce maritime entre le Nord du royaume et le Sud. L'autre objectif est symbolique : montrer à ses sujets qu'il est leur unique souverain et que les Bourbons de Naples ont véritablement « cessé de régner ».
Dès le 4 octobre 1808, c'est-à-dire moins d'un mois après l'arrivée du nouveau roi, 2 000 hommes commandés par le général Jean-Maximilien Lamarque débarquent dans l'île qui capitule le 17. Pour fêter cette victoire censée confirmer l'unité des Napolitains, Murat amnistie les exilés politiques. Lorsque la guerre reprend avec l'Autriche en 1809, une escadre britannique croise devant Naples : elle n'ose pas attaquer la ville dont les défenses ont été améliorées par le nouveau roi. Murat n'a pas participé à la campagne en Autriche et sort une nouvelle fois grandi de cette victoire et l'admiration du peuple napolitain est sincère.
La dernière étape est la prise de la Sicile. La partie insulaire du royaume des Deux-Siciles abrite la dynastie déchue des Bourbons de Naples. Ceux-ci ne reconnaissent pas Joachim Ier comme roi de Naples. Ils ont vite compris que le déloger ne serait pas une mince affaire. Le roi Murat sait également que reprendre la Sicile sera bien plus difficile que reprendre Capri, d'autant que Napoléon soutient mollement son beau-frère dans son entreprise. Le 17 septembre 1810, Murat ordonne à ses troupes de traverser le détroit de Messine. Un premier corps de 2 000 hommes y parvient sans difficulté. Le général Grenier refuse de faire continuer le transbordement au motif qu'il n'a pas reçu d'ordre de Napoléon. Les Britanniques se ressaisissent et chassent les premières troupes débarquées. L'expédition est un échec et Murat se plaint fortement de la conduite de Grenier.

### Des relations difficiles avec Napoléon
S'ils sont beaux-frères, les deux hommes ne s'apprécient guère. Napoléon méprise Murat qu'il qualifie de « coq vaniteux », il aurait préféré donner la main de sa sœur Caroline au général Moreau. Voulant rendre sa sœur heureuse, il avait privilégié l'amour à la raison.
Depuis l'accession de Murat au trône de Naples, les humiliations de la part de Napoléon se succèdent. Le décret qui lui donne la couronne de Naples précise bien que cela est fait en faveur de la reine Caroline. Le ton des dépêches de Napoléon est de plus en plus sec et vexant, la mauvaise foi y est de plus en plus fréquente. Tout ce que fait le roi est critiqué et rabaissé par l'empereur. Des menaces de destitution apparaissent dans la correspondance. Napoléon lui rappelle sans cesse que s'il est roi, c'est parce qu'il l'a décidé. Napoléon sait que des intrigues de Talleyrand et Fouché ont prévu de le remplacer par Murat au cas où il lui arriverait malheur.
Dans sa biographie, Vincent Haegele souligne l'attachement immense de Murat envers Napoléon, son tempérament angoissé toujours en quête de reconnaissance. Ce n'est qu'à force de critiques et de reproches qu'il s'éloigne progressivement de lui, en se jugeant ingrat. Alors que Napoléon considère ses frères et beaux-frères comme de simples super-préfets, Murat souhaite être un vrai roi prenant la défense de ses « sujets ». Il s'oppose bientôt au mariage de Napoléon avec Marie-Louise d'Autriche, petite-nièce de Marie-Antoinette et surtout petite-fille de Marie-Caroline de Naples. Murat désire de plus en plus agir comme un roi indépendant. De plus, Naples souffre énormément du Blocus continental. Il se rapproche alors des Carbonari qui le courtisent pour unifier l'Italie. Caroline tempére les ardeurs de l'un comme de l'autre.

### Les derniers combats pour Napoléon

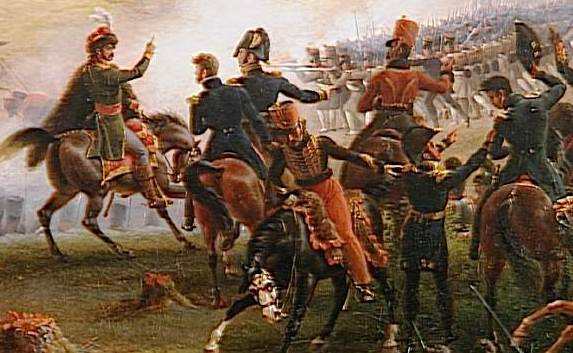
Le maréchal Murat ordonne l'assaut final. Bataille de la Moskowa (détail), Louis-François Lejeune, 1822.

Pour forcer la Russie à appliquer les dispositions du décret de Berlin, Napoléon prépare une nouvelle campagne. Toute l'Europe est en guerre, la France et ses alliés d'une part, le Royaume-Uni et la Russie d'autre part. Napoléon fait appel à Murat pour conduire la cavalerie et l'avant-garde de l'armée. Celui-ci se rend avec empressement auprès de l'empereur pour lui prouver son attachement : l'accueil de Napoléon est glacial. À la tête de la cavalerie, il tente de fixer les Russes pour la bataille. Le général russe Barclay de Tolly se dérobe continuellement, pratiquant la tactique de la terre brûlée. Une nouvelle fois, les charges de Murat sont décisives à la bataille de la Moskova le 7 septembre 1812. Avec la retraite, harcelée par le froid et par les cavaliers cosaques, la cavalerie fond. Le 5 décembre, Napoléon quitte l'armée pour rentrer à Paris et en confie le commandement à Murat : celui-ci doit la conduire à Vilnius où elle pourra se reformer. À Vilnius, le lieutenant-général de l'Empereur se rend compte qu'il ne peut tenir la position. Il fait évacuer l'armée vers la Pologne. Arrivé à Poznań le 16 janvier 1813, il quitte à son tour l'armée et laisse à Eugène de Beauharnais le commandement de la retraite vers l'Elbe.
Il regagne en toute hâte Naples où il entre en relation avec les Autrichiens qui ont quitté l'alliance française. Ce rapprochement a sans doute été facilité par les relations entre Caroline, Metternich et l'ambassadeur autrichien à Naples. Un rapprochement est également effectué avec le Royaume-Uni. Une convention militaire est prête à être signée. Murat tergiverse.
Dans le même temps, la situation internationale a évolué. Napoléon a remporté une victoire importante à la bataille de Bautzen. Informé des contacts du roi avec ses ennemis, il a besoin de ses talents de cavalier, talents qui lui ont manqué pendant la première partie de la campagne. Murat arrive en août 1813 à Dresde et y écrase l'aile gauche autrichienne les 26 et 27 août. Il fait des prodiges avec sa cavalerie durant l'automne. Après la défaite de Leipzig, le 19 octobre 1813, Murat quitte une dernière fois l'armée sans qu'il soit possible d'en déterminer les raisons.

### Un premierRisorgimento

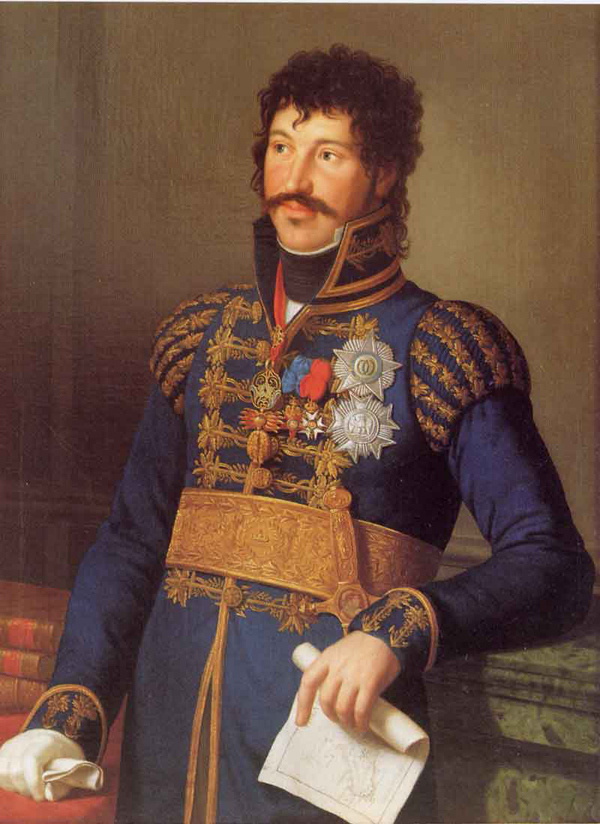
Le roi Murat par Heinrich Schmidt, (1814).

Lorsqu'il atteint Milan, le roi de Naples est assailli par les Carbonari. Il faut unifier l'Italie ou elle se retrouvera sous le joug de l'Autriche. Le 8 novembre, il affirme à l'ambassadeur autrichien qu'il choisit le camp des Alliés. En échange, il demande son maintien à Naples. Parallèlement, il affirme son attachement à Napoléon. Pourtant, le 8 janvier 1814, un traité d'alliance entre l'Autriche et Naples est signé. C'est ce qu'on appelle la « trahison de Murat ».

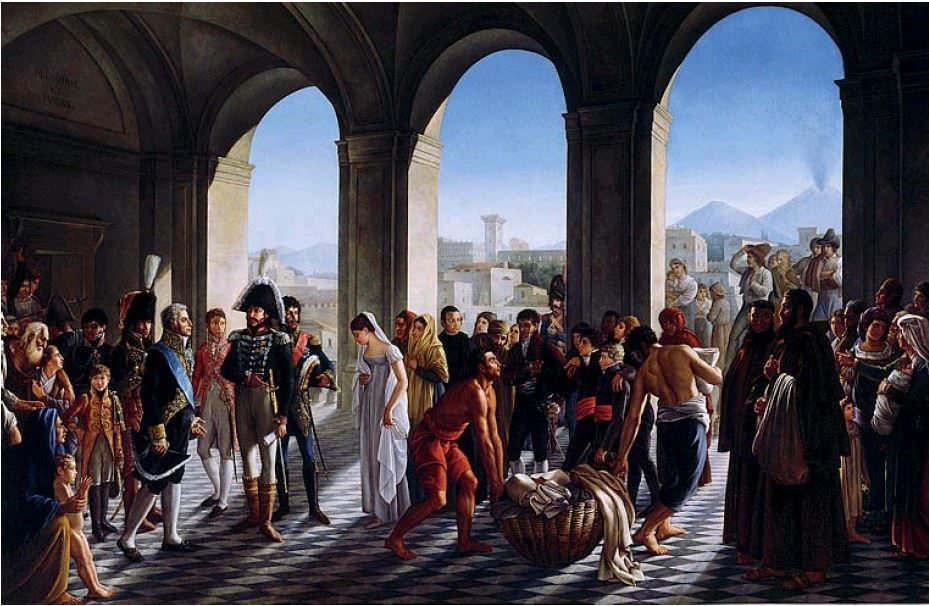
Joachim Murat visite le Real Albergo dei Poveri de Naples par Benjamin Rolland, (vers 1814).

Il entame une marche triomphale avec son armée à travers l'Italie. Partout, il est acclamé. Après une échauffourée avec les troupes du vice-roi d'Italie Eugène de Beauharnais, il semble pris de remords et pense à changer de camp. Napoléon se laisse convaincre et promet le partage de l'Italie avec le Pô comme frontière, Murat recevant le Sud. L'abdication de Napoléon à Fontainebleau change la donne. Doublé par les Autrichiens et par les Britanniques il rentre finalement à Naples en mai 1814.
Murat est confirmé roi de Naples par le congrès de Vienne. Des contacts se nouent encore avec Napoléon exilé à l'île d'Elbe. Averti du prochain départ de Napoléon pour la France, Murat se revoit roi d'Italie. Lorsqu'il apprend le débarquement de l'empereur en France, il déclare la guerre à l'Autriche alors que Napoléon n'est pas encore arrivé aux Tuileries. De fait, il place Napoléon dans une situation délicate. Le 30 mars 1815, il lance une proclamation à Rimini appelant les Italiens à l'insurrection. Les scènes de joie de l'année précédente se répètent dans toute la péninsule. Il est sévèrement battu par les Autrichiens à Tolentino le 2 mai et voit son rêve s'envoler. Le 19, il fuit Naples et atteint Cannes le 25.

### La fin
Le roi déchu erre en Provence, espérant que Napoléon l'appellera à l'armée. Celui-ci refuse et, par l’intermédiaire de son ministre des Affaires étrangères, Caulaincourt, il envoie Amable de Baudus, ancien gouverneur des enfants royaux, à Golfe Juan avec l’ordre de demander à Murat de se tenir loin de Paris et de s’établir entre Grenoble et Sisteron. À Sainte-Hélène, Napoléon a regretté de s'être privé des services de Murat : « je l'eusse amené à Waterloo, mais l'armée française était si patriotique, si morale, qu'il est douteux qu'elle eût voulu supporter celui qu'elle disait avoir perdu la France. Je ne me crus pas assez puissant pour l'y maintenir, et pourtant, il nous eût valu peut-être la victoire ; car que nous fallût-il dans certains moments de la journée ? Enfoncer trois ou quatre carrés anglais. Or, Murat était admirable pour une pareille besogne ; il était précisément l'homme de la chose. Jamais, à la tête d'une cavalerie, on ne vit quelqu'un de plus déterminé, de plus brave, d'aussi brillant ».
À l'annonce de la défaite de Waterloo, Murat s'enfuit en Corse. Vite entouré par près de mille partisans, il se prend à rêver d'une reconquête de Naples. Une expédition est montée à la hâte, comprenant six navires. Partie d'Ajaccio le 28 septembre 1815, puis essuyant une tempête, elle arrive forte de seulement deux navires, dont le Saint Esrame, le 8 octobre devant le petit port calabrais du Pizzo, où un guide, un traitre à la solde des Autrichiens, conseille à Murat de débarquer pour se ravitailler en eau. Ne sachant pas qu'il va tomber dans un piège, Murat choisit d'accoster avec seulement 29 compagnons. Croyant soulever l'enthousiasme de la population, il fait face à une foule peu à peu hostile, car la Calabre a été durement touchée par la répression du brigandage sous son règne. Murat et ses compagnons cherchent à fuir vers la plage, en direction de Monteleone, où ils sont rejoints par la foule. Murat est bousculé et malmené, le capitaine de navire Pernice blessé mortellement, et ses autres compagnons, dont son fidèle capitaine des hussards, Antoine Félix Lanfranchi (1790-1863), subissent également des violences. Par ailleurs, prévenus, des soldats bourboniens arrivent, les capturent, et les enferment dans la citadelle du port. Murat écrit plusieurs lettres, en particulier à sa famille. Le 9 octobre, le général Vito Nunziante arrive à Pizzo et commence l'interrogatoire de Murat et de ses hommes. Murat demande au général de les épargner.
Le 13 octobre, le roi Ferdinand, suivant les conseils de l'ambassadeur britannique, prend un décret par lequel « il ne sera accordé au condamné qu'une demi-heure pour recevoir les secours de la religion ». Ainsi, le procès était joué d'avance et Murat refuse de comparaître : il est condamné à mort pour haute trahison. Exécuté dans la cour de la citadelle (et non à Naples comme la légende se plaira à l'illustrer), il s'y montre courageux : quand le moment fatal arriva, Murat marcha d'un pas ferme vers l'endroit de l'exécution — aussi calme et impassible que si c'était une revue ordinaire. Il n'accepta pas une chaise ni d'avoir ses yeux bandés. Il déclara : « J'ai bravé la mort trop souvent pour la craindre ». Il se tint droit, avec orgueil et sans intimidation, avec contenance vers les soldats ; et quand il fut prêt il embrassa un camée sur lequel la tête de sa femme était gravé, et dit ces mots : « Soldats ! Faites votre devoir ! Droit au cœur mais épargnez le visage. Feu ! ». Les compagnons de Murat, pour la plupart des Corses, sont détenus un temps à la citadelle de Pizzo, puis livrés aux Français légitimistes, et placés en détention au Château d'If. Ils seront acquittés et libérés le 16 janvier 1817,.

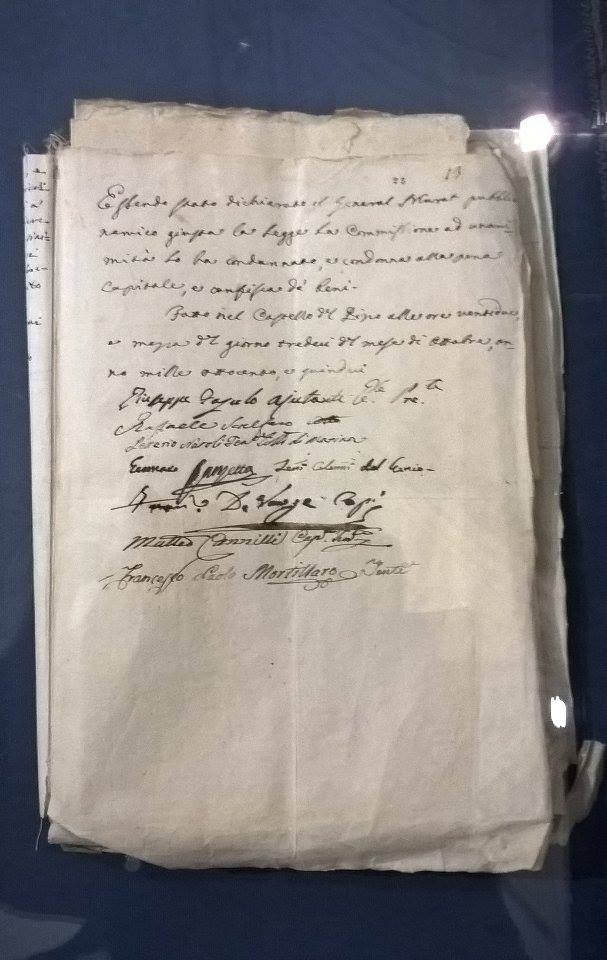
Copie originale de l'acte de condamnation à mort de Joachim Murat conservé aux Archives d'État de Naples.
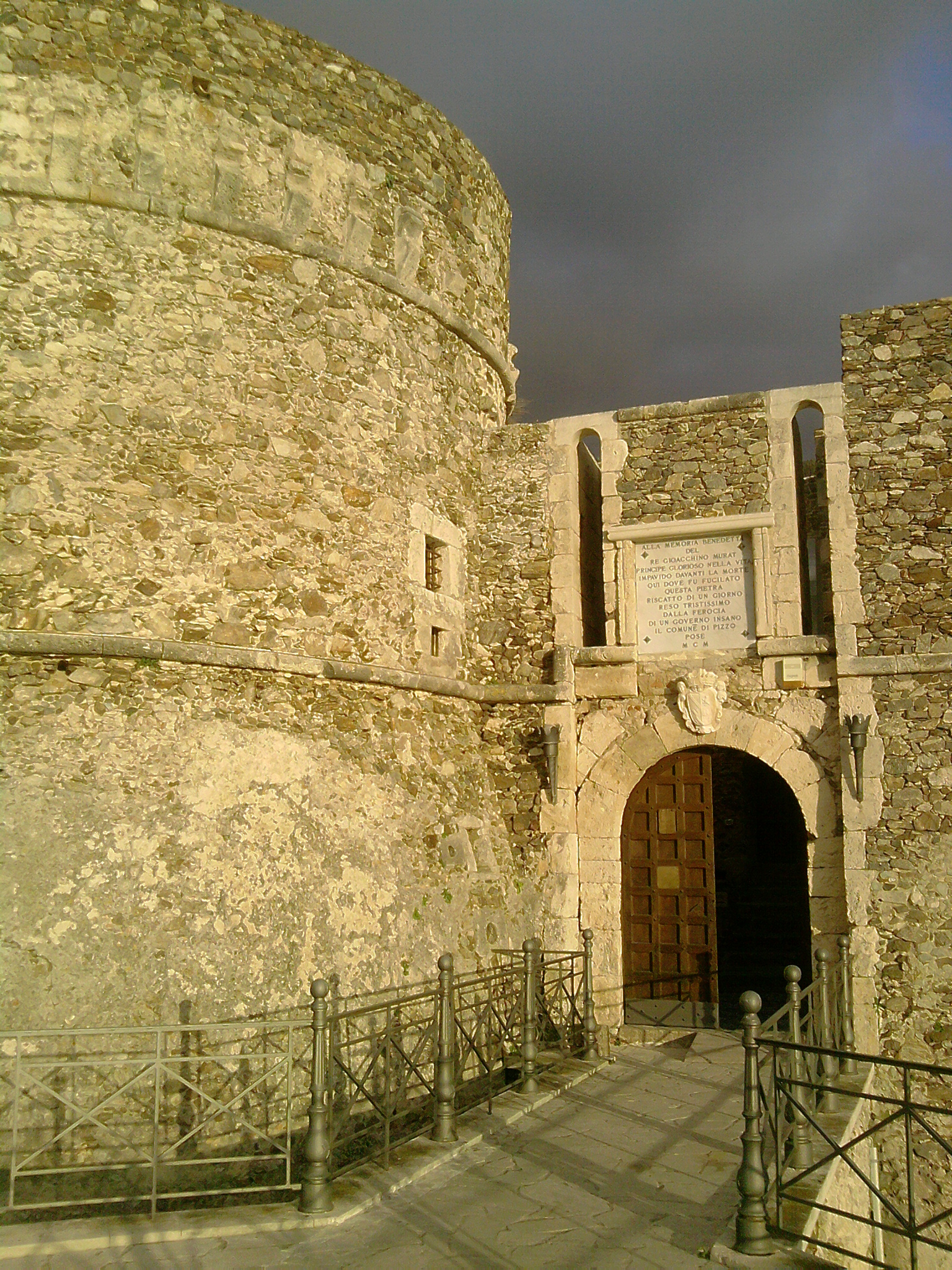
Le château aragonais à Pizzo Calabro, lieu d'emprisonnement et d'exécution de Joachim Murat.
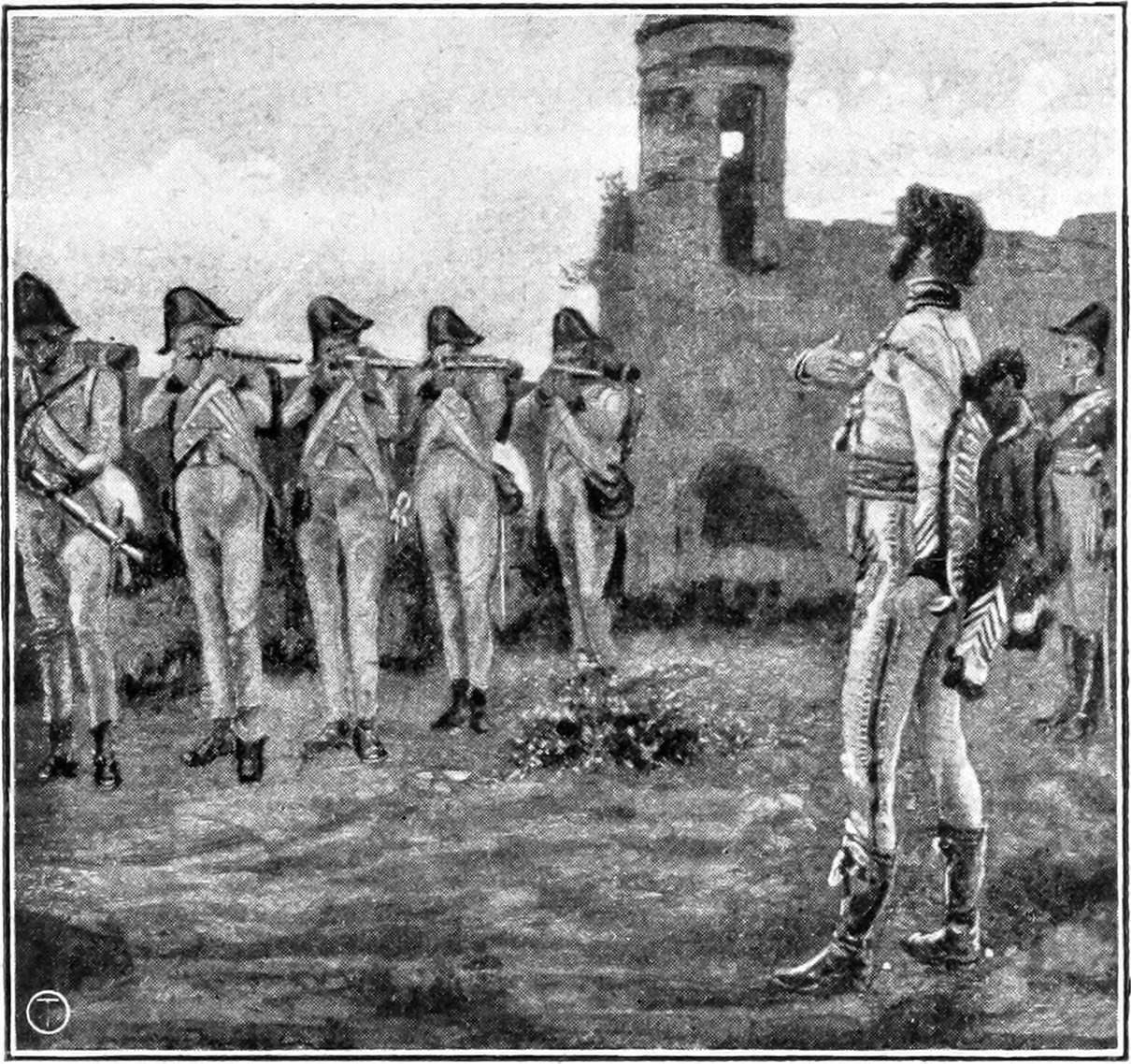
L'exécution de Murat à Pizzo Calabro.
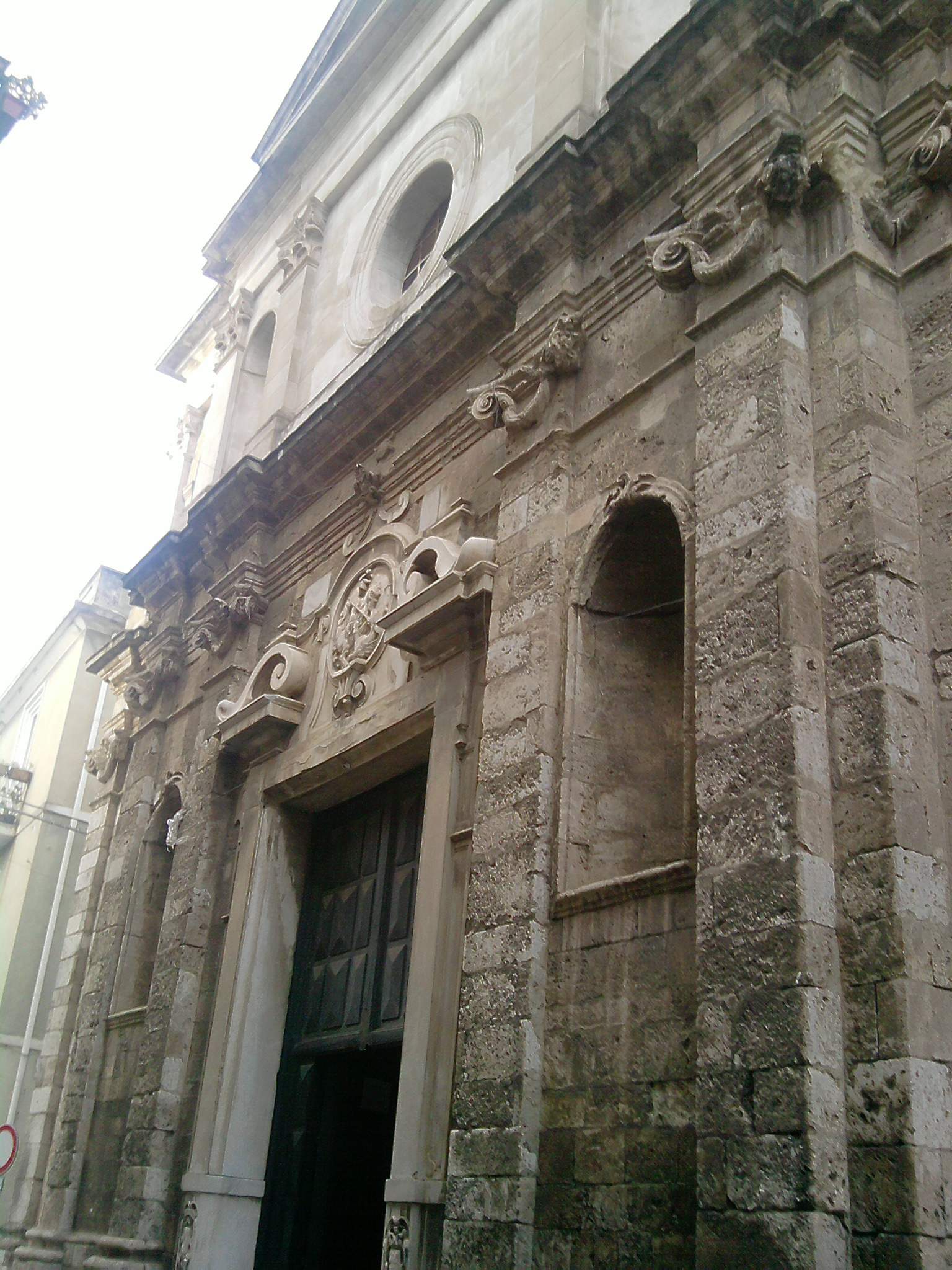
L'Église Mère de San Giorgio à Pizzo Calabro, lieu de sépulture de Joachim Murat.
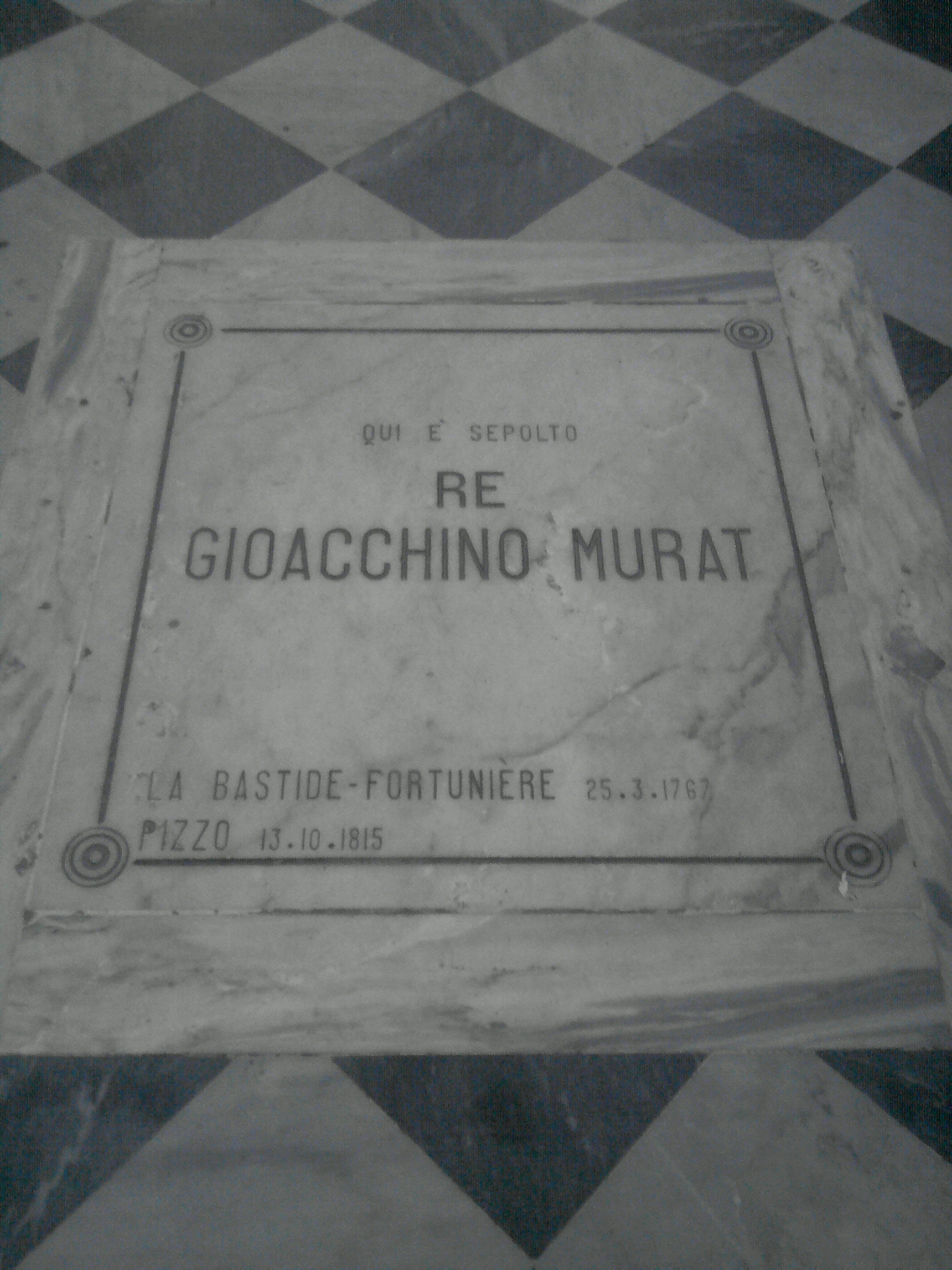
Plaque commémorant le lieu de sépulture de Joachim Murat dans l'église Mère de San Giorgio à Pizzo Calabro.
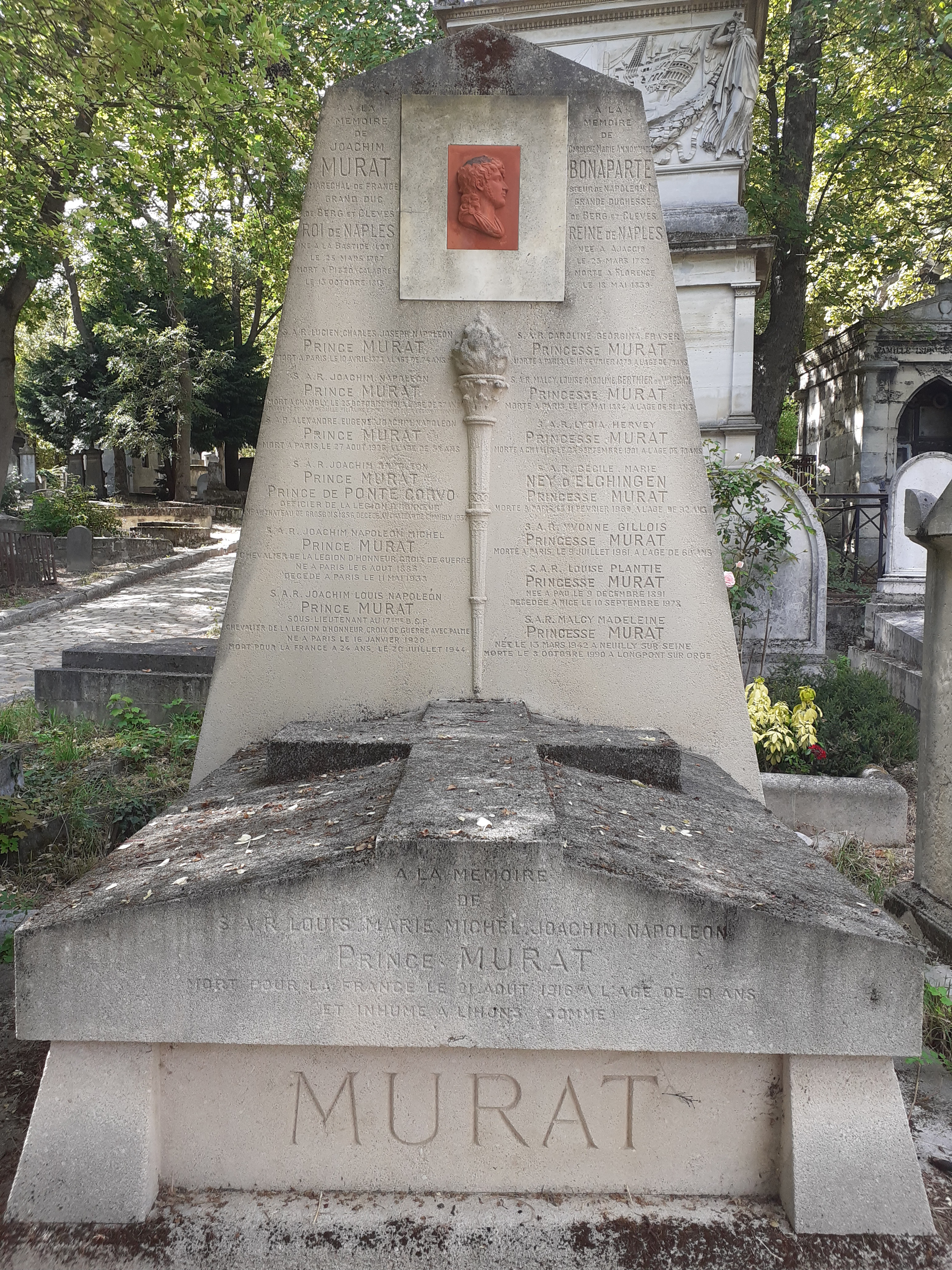
Monument à la mémoire de la famille Murat, cimetière du Père-Lachaise, division 39, Paris.

## Descendance

Caroline, reine de Naples et ses enfants par François Gérard.

Le tombeau de Joachim Murat se trouve à l'intérieur de l'église de San Giorgio, à Pizzo en Calabre, et celui de son épouse Caroline Bonaparte à Florence. Le couple eut quatre enfants :
- Achille Charles Louis Napoléon Murat (1801-1847), prince français, duc de Clèves, puis prince royal de Naples, 2e prince Murat, épousa en 1826 Catherine Daingerfield Willis, veuve Gray (arrière-petite-nièce de George Washington), sans postérité ;
- Marie Laetitia Joséphine Annonciade Murat (it) (Paris, 26 avril 1802 - Bologne, 12 mars 1859), épousa à Venise le 27 octobre 1823 Guido-Taddeo, marquis Pepoli, comte de Castiglione (Bologne, 7 septembre 1789 - Bologne, 2 mars 1852) (dont le fils aîné Gioacchino-Napoleone, marquis Pepoli, épousa sa cousine issue de germain la princesse Frédérique de Hohenzollern-Sigmaringen, fille du prince Charles de Hohenzollern-Sigmaringen et d'Antoinette Murat) ;
- Lucien Charles Joseph Napoléon Murat (1803-1878), prince français, prince de Naples, prince de Pontecorvo, puis 3e prince Murat, épousa en 1831 Caroline Georgina Fraser (5 enfants naîtront de cette union). De lui descend l'actuel prince Murat, Joachim, 8e prince Murat, né en 1944 ;
- Louise Julie Caroline Murat (Paris, 21 mars 1805 - Ravenne, 1er décembre 1889), épousa à Trieste le 25 octobre 1825 Giulio, comte Rasponi (Ravenne, 19 février 1787 - Florence, 19 juillet 1876).

## Les frères et sœurs de Murat
Joachim Murat avait dix frères et sœurs, dont cinq survivront à l'âge adulte et auront, pour quatre d'entre eux, une descendance :
- Jacquette Murat (1746-1836), épouse en 1768 Jean Sambat de Soulomès (1732-1808)
  - Alexandrine Rose Sambat de Soulomès (1773-1846), épouse en 1790 Jean Andrieu, chevalier de l'Empire († 1831)
    - Alexandrine Andrieu (1790-1811), épouse en 1807 Jean-Michel Agar, 1er comte de Mosbourg (1771-1844)
      - un fils († 1892), sans postérité
      - une fille, épouse le vicomte de Rougé, dont postérité

    - Caroline Andrieu (1791-1846), épouse en 1811 Giuseppe d'Aquino, prince di Caramanico (1787-1851), dont postérité
    - Jeanne Andrieu (1792-1855), épouse en 1813 Gaetano d'Avalos d'Aquino d'Aragona,1er duc d'Avalos (1775-1855), fils du prince di Torrebruna et duc di Celenza), dont postérité
    - Julie Andrieu (1795-1865), épouse en 1817 son grand-cousin Pierre Bonafous de Crabillé, comte de Melito[19] (1786-1853, fils d'Antoinette Murat), dont postérité
    - Antoinette Andrieu (1809-1873), épouse en 1826 Pierre-Barthélémy Relhié, maire de Douelle (1797-1869), cousin de Jean-Michel Agar de Mosbourg, beau-frère de son épouse), dont postérité
- Pierre Murat (1748-1792), épouse en 1783 Louise d'Astorg (1762-1832)
  - Marie Louise Murat
  - Pierre Adrien Murat († 1805)
  - Marie Radegonde Murat († 1800)
  - Thomas Joachim Murat
  - princesse Marie Antoinette Murat (née posthume, 1793-1847), adoptée par son oncle Joachim Murat (grand-duc de Berg, puis roi de Naples), épouse en 1808 le prince Charles de Hohenzollern-Sigmaringen (1785-1853), dont trois filles et un fils
- Antoinette Murat (1759-1829), épouse en 1774 Jean Pons-Crespy (1714-1782), puis en 1784 Jean Bonafous de Crabillé, chevalier de l'Empire, maire de Montgesty et châtelain de Crabilhé (1757-1822), dont postérité du 2e mariage :
  - Pierre Bonafous de Crabillé, comte de Melito, colonel dans l'armée napolitaine (1786-1853), titré comte de Melito[19] en 1814 à Naples, épouse sa petite-cousine Julie Andrieu (1795-1865), petite-fille de Jacquette Murat, dont postérité
  - Joseph Bonafous de Crabillé, dit Bonafous-Murat (1788-1864), maire d'Anglars-Juillac, épouse en 1818 Hortense Raynal (1802-1872) et eurent sept enfants dont :
    - Jules Bonafous-Murat (1830-1894), épouse Thérèse Belloc

  - Jean-Eugène Bonafous de Crabillé, chef d'escadron (1792-1869) épouse en 1827 sa cousine germaine Clotilde Murat (1795-1831), veuve ou divorcée du prince di Santo Mauro et duc di Corigliano
  - Rosalie Bonafous de Crabillé, épouse Jean-Joseph Lafon de Caix (1778-1853), préfet du Tarn et député du Lot
- André Murat, 1er comte Murat, titré en 1810 (1760-1841), maire de Labastide-Fortunière et châtelain de Labastide, épouse en 1791 Pierrette Issaly (1771-1792), puis en 1793 Jeanne-Françoise Besse (1777-1866), dont postérité du 2e mariage :
  - Clotilde Murat (1795-1831), épouse en 1812 Giacomo di Saluzzo /de Saluces, prince di Santo Mauro et duc di Corigliano (1776-1819 ou 1849 ?), puis en 1827 son cousin germain Jean-Eugène Bonafous de Crabillé (1792-1869), dont postérité
  - Pierre Gaëtan Murat, 2e comte Murat (1798-1847), épouse en 1827 Marie-Pauline de Méneval (1810-1889)
    - Joachim Murat, 3e comte Murat (1828-1904), épouse en 1854 Blanche-Alix Marion-Vallée (1836-1861), puis en 1866 Marguerite Marie Barrot (1844-1937)
      - Jeanne Murat (1858-1895), épouse en 1879 Laurent Camille, comte de Gouvion-Saint-Cyr (1851-1902), dont deux filles sans alliance
      - Gaëtan Murat (1861-1899), épouse en 1898 Caroline Thérèse Bianchi (1870-1940), sans postérité
      - Clotilde Murat (1868-1949), épouse en 1890 Paul Lebaudy (1858-1937)
        - Jean Lebaudy (1894-1969), épouse Henriette de Ganay (1898-1983), dont deux filles et deux fils

      - Napoléone Murat (1874-1959), épouse en 1895 Alfred, baron Hervé-Gruyer (1860-1928), dont deux fils et trois filles
      - Georgina Murat (1877-1962), sans alliance

    - Caroline Murat (1836-1902), épouse en 1854 Charles Élie Maximilien, marquis du Tillet (1816-1902), dont trois enfants
- Madeleine Murat (1763-1814), épouse en 1799 Étienne Molinier, maire de Combes-Terre Foraine et du Poujol (1755-), sans postérité

## Considérations

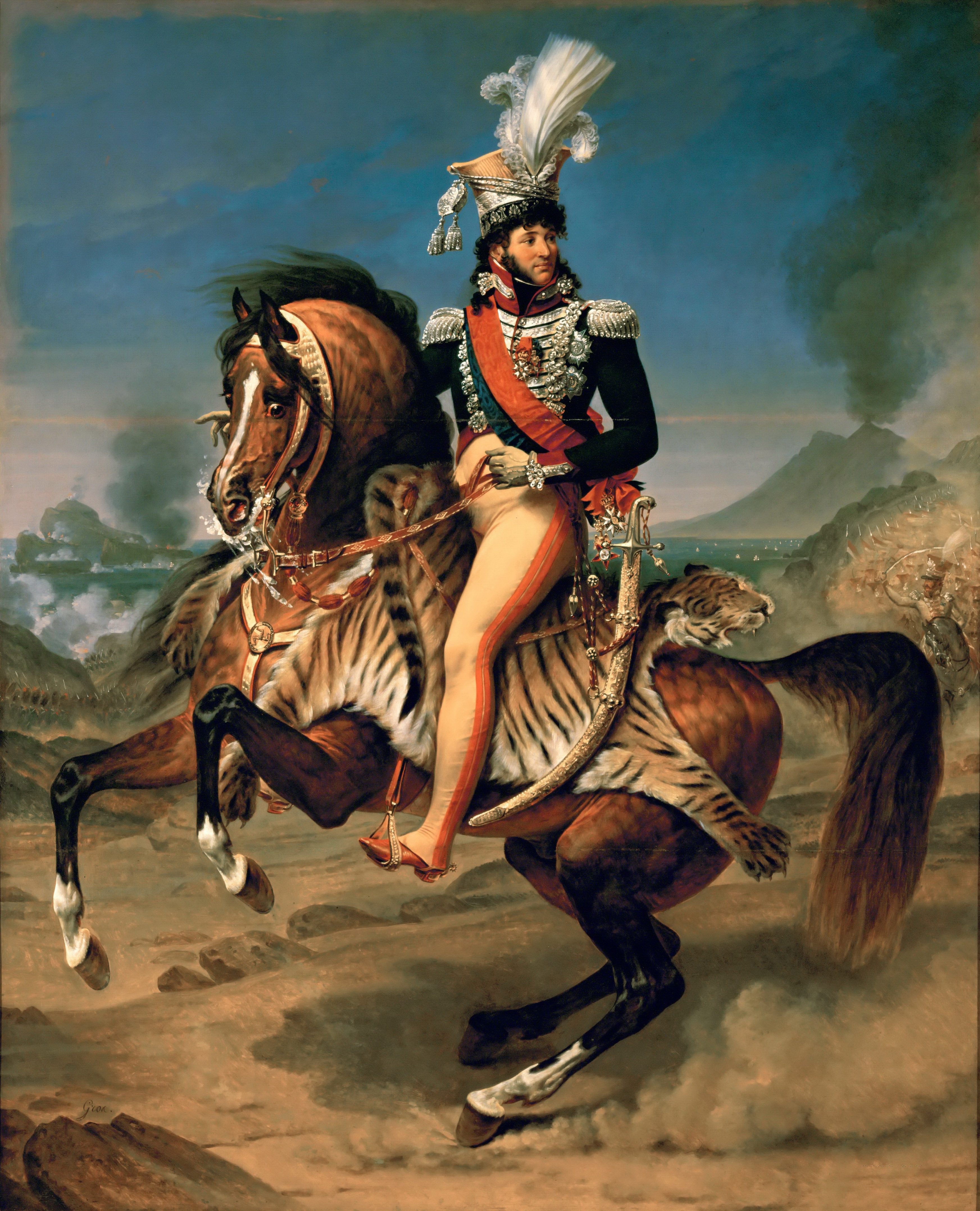
Antoine-Jean Gros, Portrait équestre de Joachim Napoléon, roi de Naples.

Doté d'un puissant charisme, il est un excellent meneur d'hommes et un brillant cavalier. Ses hommes reconnaissent en lui le chef qui les guidera à la victoire. Les Cosaques, cavaliers de l'armée russe, lui vouaient une véritable admiration. Soldat d'avant-garde, il sait fixer l'ennemi et le poursuivre après sa défaite. Il fait ainsi 15 000 prisonniers en cinq jours après la prise d'Ulm en 1805, et anéantit l'orgueilleuse armée prussienne après la double victoire d'Iéna et Auerstaedt. Sabreur, il mène ses escadrons à l'assaut des troupes ennemies au cours des charges les plus folles, remportant des succès aussi incroyables que décisifs. Ainsi, il écrase l'armée turque à Aboukir, il évite la défaite à Eylau en prenant la tête de 80 escadrons qu'il fait charger sur les troupes russes, et ordonne la charge décisive à la bataille de la Moskowa.
Il est cependant souvent emporté par son enthousiasme, ce qui lui vaut une réputation de fonceur et d'étourdi. À la bataille d'Heilsberg, en 1807, il se jette seul avec 9 000 cavaliers et quelques fantassins contre 80 000 Russes bien retranchés. Cela en fait également un mauvais général en chef qui épuise sa cavalerie à la poursuite des Russes qui se dérobent, au début de la campagne de Russie.
Murat est également réputé pour ses tenues plus extravagantes les unes que les autres qui lui valurent le surnom de « roi Franconi », du nom d'Antonio Franconi, un écuyer de cirque connu dans toute l'Europe du début du XIXe siècle. Cette manie traduit sa vanité, sa volonté de se distinguer des autres généraux français. Il est de fait aisément reconnaissable sur les tableaux évoquant le Premier Empire (et était réellement immédiatement identifié dans les foules et sur les champs de bataille de l'époque), notamment par le port systématique d'énormes panaches blancs sur ses chapeaux.
Le général Griois a laissé dans ses mémoires un portrait de Murat qui résume le personnage.

## Distinctions
Empire français
- Légion d'honneur :
  - Chef de la 2e cohorte de la Légion d'honneur,

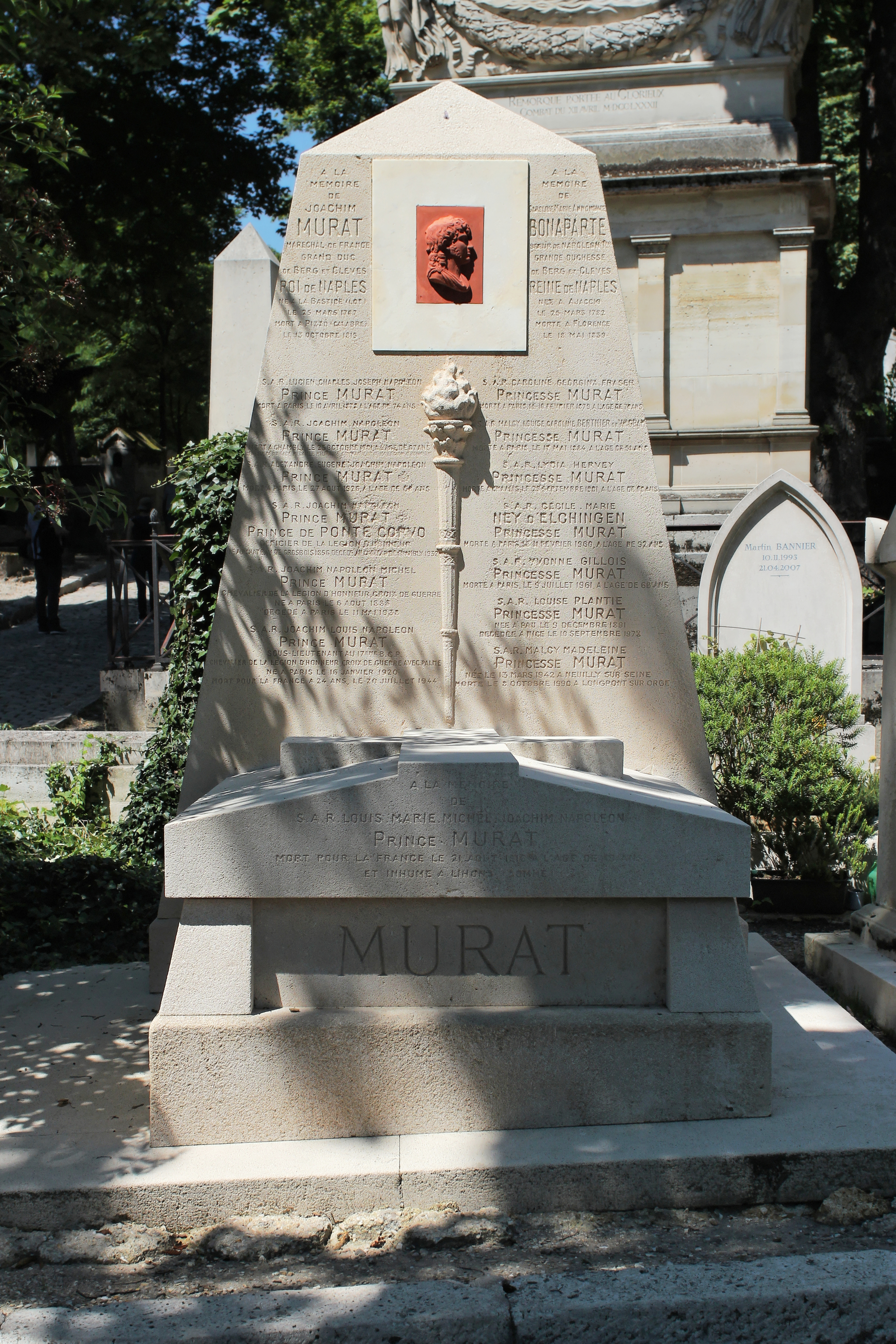
Tombe de la famille Murat au Père-Lachaise.

  - Grand aigle de la Légion d'honneur (le 1er février 1805) ;

Royaume de Prusse
- Chevalier de l'ordre de l'Aigle noir (le 18 mai 1805) ;

Royaume d'Italie (1805-1814)
- Grand dignitaire de l'ordre de la Couronne de fer ;

Grand-duché de Wurtzbourg
- Grand'croix de l'ordre de Saint-Joseph ;

Empire de Russie
- Chevalier de l'ordre de Saint-André ;

Royaume de Saxe
- Chevalier de l'ordre de la Couronne de Saxe.

## Hommage
- Un timbre postal à son effigie a été émis par La Poste française le 26 juin 2017, où il est représenté à cheval.

## Représentations de Joachim Murat

### Littérature
- Après un « pèlerinage » à Pizzo en 1835, Alexandre Dumas l'a mis en scène dans  Impressions de voyage, 1839 et l'évoque dans un des volumes des Crimes célèbres.
- Alexandre Dumas fait de Murat l'auteur de la lettre que transporte Dantès dans Le Comte de Monte-Cristo et qui signe, une fois sa découverte par Villefort, son enfermement au château d'If.
- Honoré de Balzac fait référence à son goût du luxe dans La Paix du ménage – « Murat, homme tout oriental, donna l'exemple d'un luxe absurde chez les militaires modernes[21] » — ou à son grand courage dans Le Colonel Chabert où Hyacinthe Chabert décrit la formidable charge d'Eylau[22].
- Honoré de Balzac indique, lors de la description de Rastignac dans le Père Goriot, que « parmi ses qualités [celles de Rastignac] se trouvait cette vivacité méridionale qui fait marcher droit à la difficulté pour la résoudre et qui ne permet pas à un homme d'outre-Loire de rester dans une incertitude quelconque ; qualité que les gens du Nord nomment un défaut : pour eux, si ce fut l'origine de la fortune de Murat, ce fut aussi la cause de sa mort ».
- Léon Tolstoï le met en scène dans un bref chapitre de son roman La Guerre et la Paix.
- Arturo Pérez-Reverte l'évoque fréquemment et sans sympathie dans son roman historique Un Jour de colère (Un Dia de colera), consacré à l'insurrection du 2 mai 1808 à Madrid.

### Cinéma
- Joachim Murat (Gioacchino Murat), film muet italien sorti en 1910, avec Giuseppe De Liguoro dans le rôle de Murat.
- Una congiura contro Murat, film muet italien sorti en 1912, avec Vittorio Rossi Pianelli dans le rôle de Murat.
- Napoléon (Abel Gance, 1927), avec Génica Missirio.
- Les Beaux Jours du roi Murat (Théophile Pathé, 1946), avec Alfred Adam.
- Napoléon (Sacha Guitry, 1955) avec Henri Vidal.
- Austerlitz (Abel Gance, 1960), avec Ettore Manni
- I grandi camaleonti (Edmo Fenoglio, mini-série Rai-Tv Italie, 1964) avec Glauco Onorato dans le rôle de Murat et Giancarlo Sbragia dans celui de Napoléon.
- Murat (Silverio Blasi, mini-série Rai-Tv Italie, 1975) avec Orso Maria Guerrini dans le rôle de Murat.
- Napoléon (Yves Simoneau, 2002) avec Claudio Amendola.
- Fuoco su di me (Lamberto Lambertini, 2006) avec Zoltan Ratoti.

## Galerie

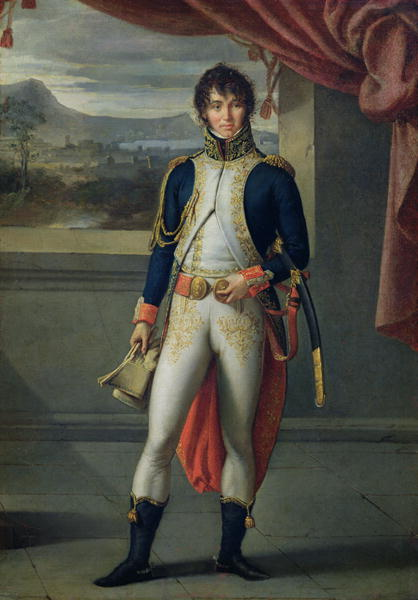
Murat avec un uniforme français, Jean-Baptiste Wicar.
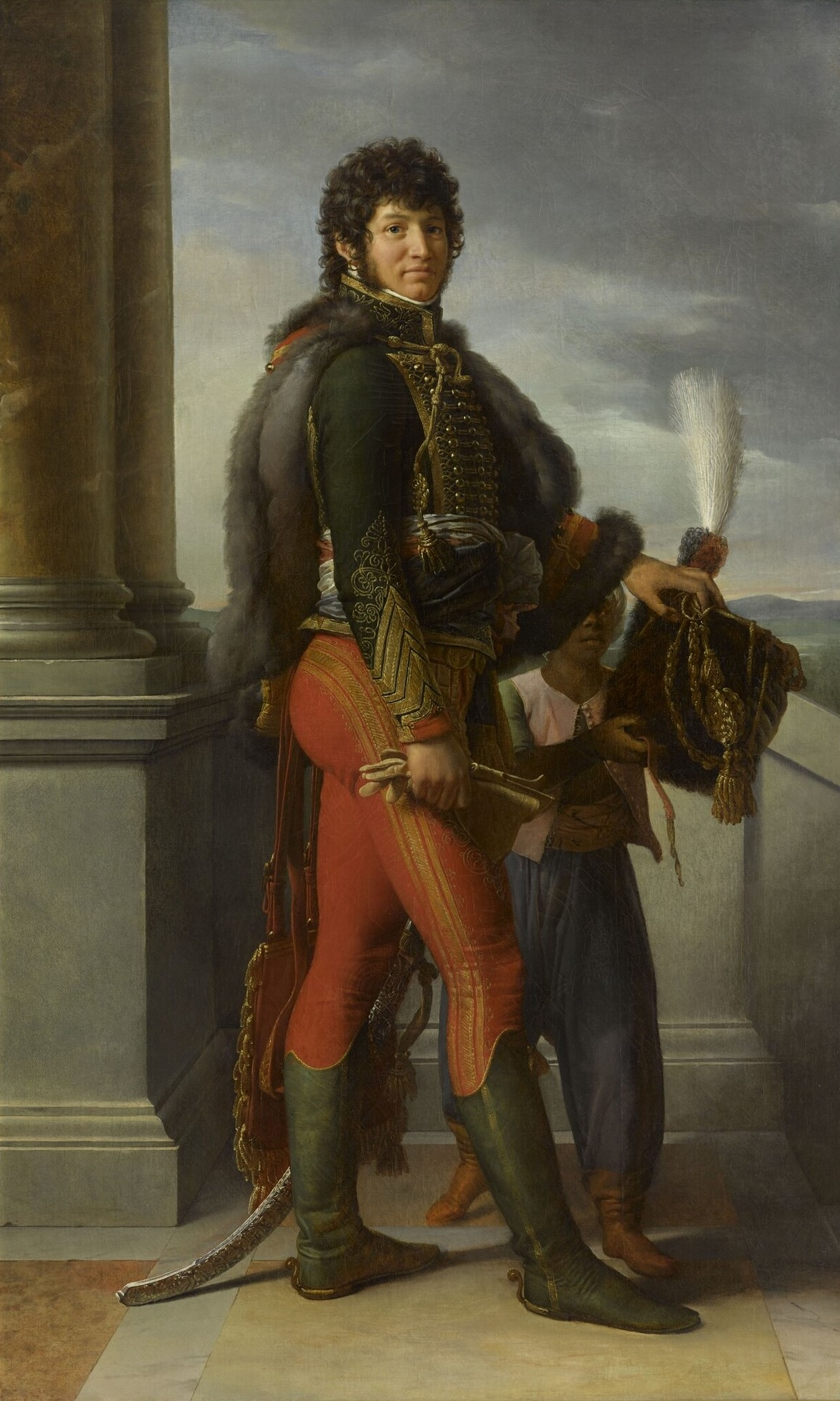
Murat en hussard, François Gérard.
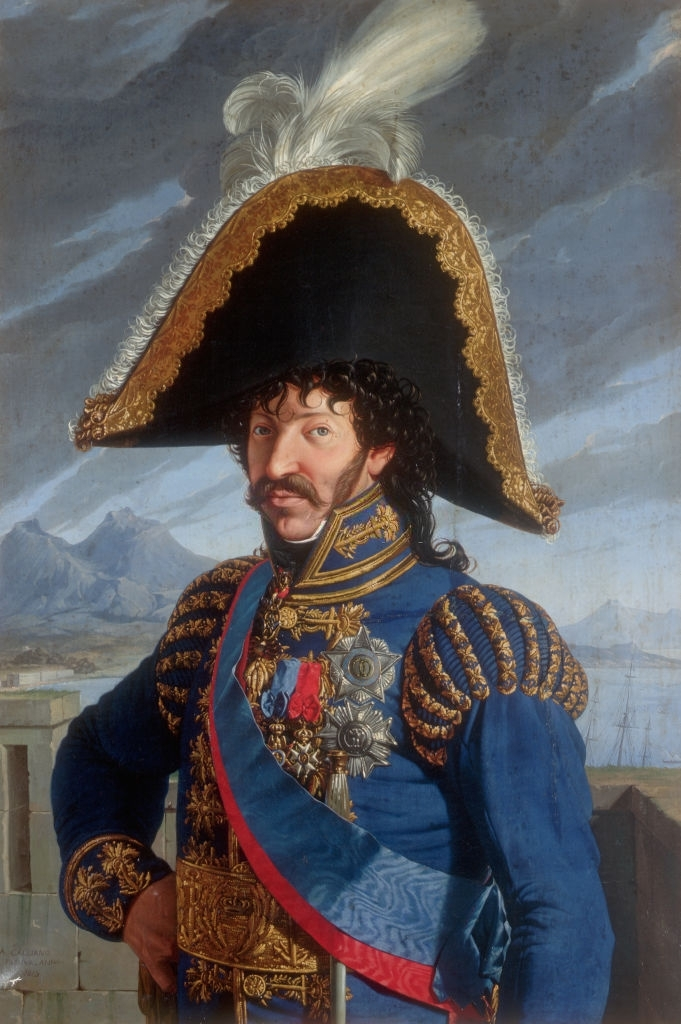
Joachim-Napoléon Ier, roi de Naples en habit militaire par Antonio Raffaele Calliano.
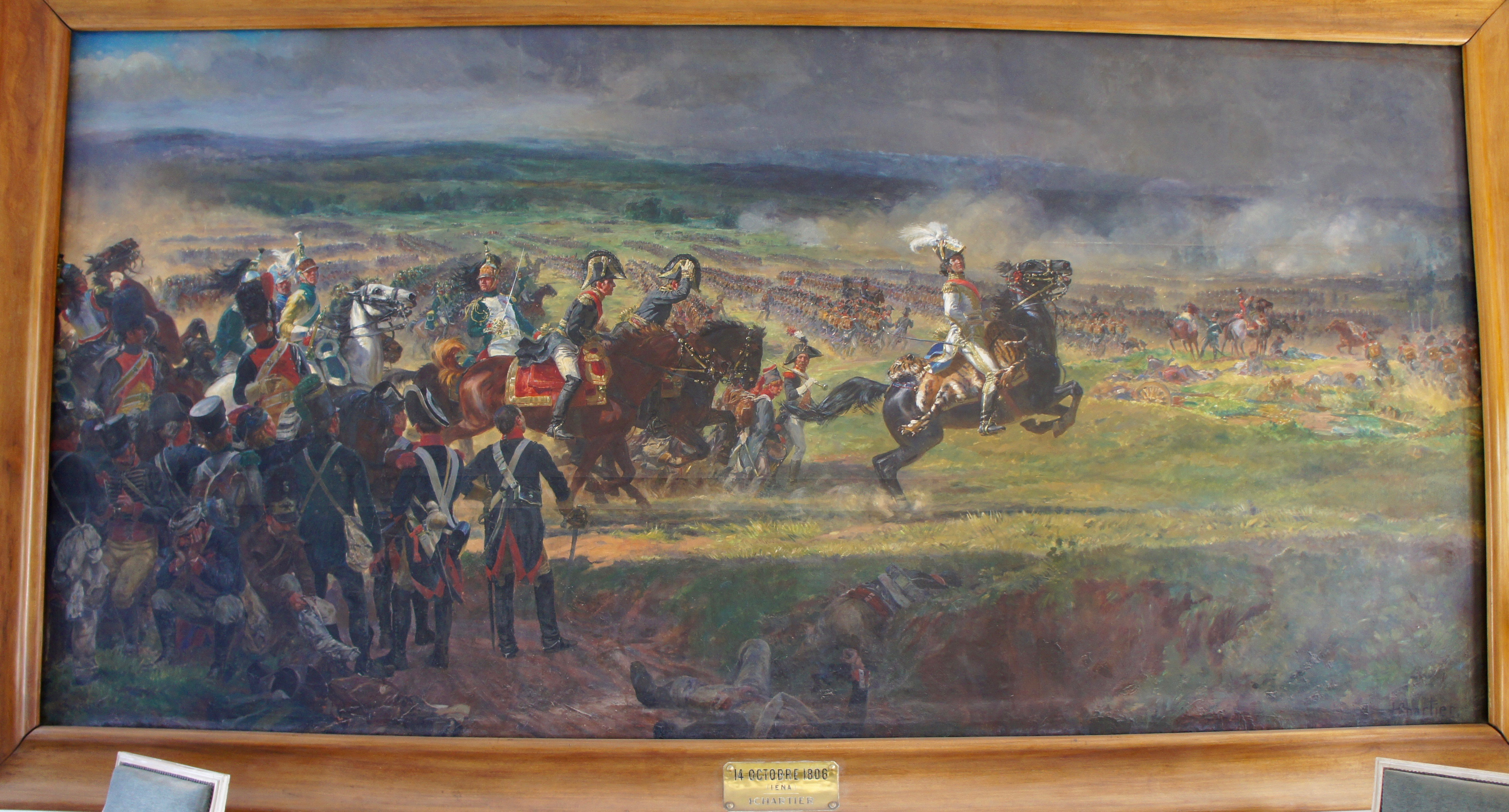
Tableau de Henri-Georges Chartier représentant Murat chargeant à la bataille d'Iena.
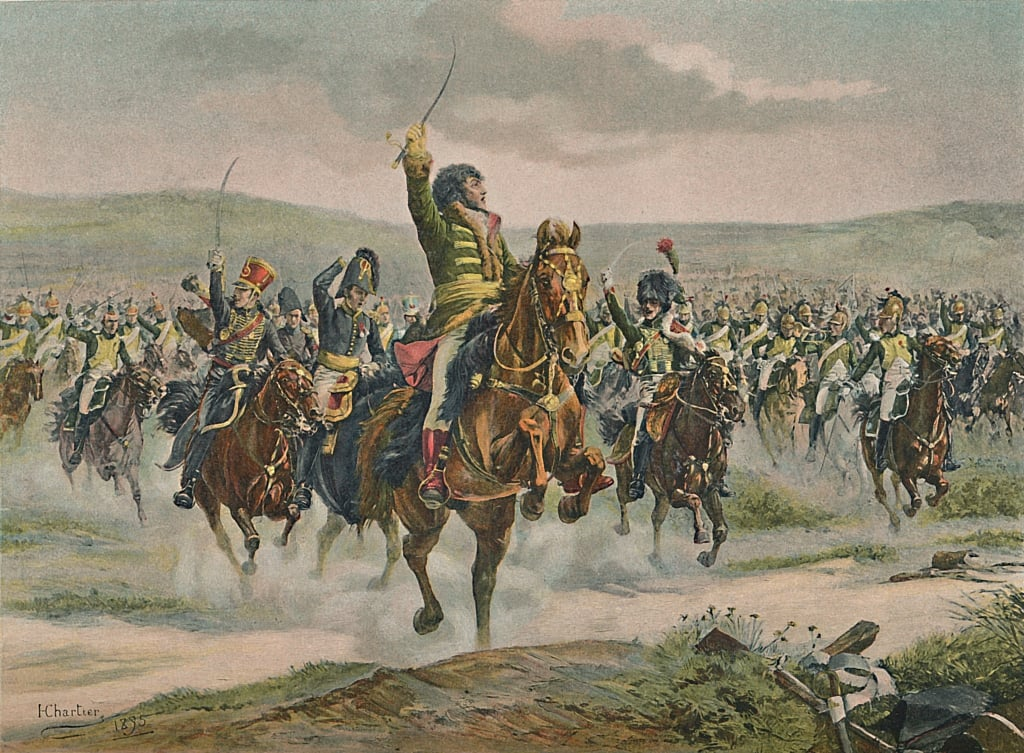
Charge de Murat à la bataille d'Iéna, Henri-Georges Chartier.
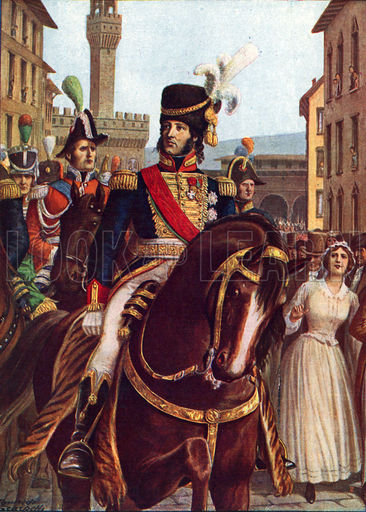
Murat entrant dans Florence, 19 janvier 1801, Tancredi Scarpelli.

### Sources partielles et mémoires
- Mémoires du général Griois 1792-1822, Éditions du Grenadier, 2003.
- « Joachim Murat », dans Charles Mullié, Biographie des célébrités militaires des armées de terre et de mer de 1789 à 1850, 1852 [détail de l’édition].
- « Joachim Murat : la fougue, l'ambition, le panache », conférence du général Jean-Louis Mourrut, ancien chef du SHAT à Labastide-Murat, le 13 octobre 2004.
- Les papiers personnels de Joachim Murat et de la famille Murat sont conservés aux Archives nationales sous la cote 31AP[23].